# Bugatti
Pour les articles homonymes, voir Bugatti (homonymie).

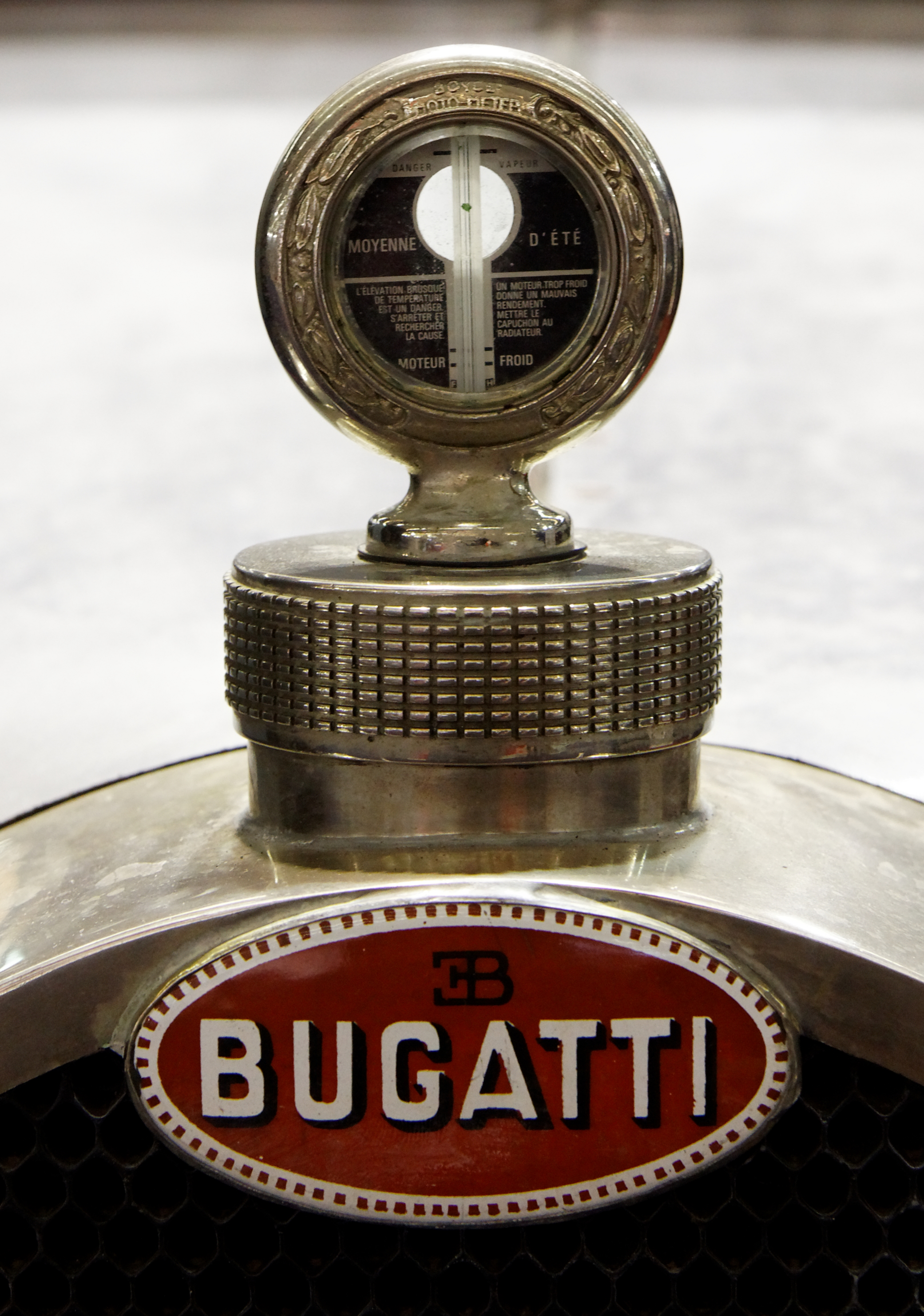
Bouchon Bugatti Type 40 Coupé (1927).

Bugatti Automobiles est un constructeur automobile français d’hyper-sportives de grand luxe appartenant à 55 % au groupe croate Rimac Automobili depuis son rachat en 2021. Fondée en 1909 par le constructeur Ettore Bugatti, l’entreprise est longtemps considérée comme pionnière dans le domaine de l’automobile et produit de luxueuses sportives de prestige marquées par l’adage cher à Ettore : « Rien n’est trop beau, rien n’est trop cher ».
Bugatti est dépositaire de plus de 1 000 inventions brevetées en mécanique et se distingue particulièrement en compétition automobile, notamment dans la première moitié du XXe siècle, avec ses « légendaires » bolides bleus de France à la calandre en fer à cheval. Son palmarès compte plus de 10 000 victoires nationales et internationales en course ainsi que 37 records. Reprise un temps par le « fils du Patron »  Jean Bugatti, décédé précocement, Bugatti est contraint de mettre un terme à ses activités peu après la Seconde Guerre mondiale
De nouvelles productions d’automobiles portant le nom de Bugatti sont cependant entreprises après la disparition de la marque, d’abord en 1987 par l’Italien Romano Artioli sous le nom de « Bugatti Automobili SpA » ayant pour fait majeur la construction d'une toute nouvelle usine futuriste en Italie et le lancement d'une toute nouvelle égérie pour la marque, la EB110, puis en 1998 par le groupe allemand Volkswagen AG, sous l'impulsion de son dirigeant Ferdinand Piëch, avec la création de la société Bugatti Automobiles SAS. En 2005, Bugatti produit un modèle d’exception, une supercar : la Bugatti Veyron 16.4 et ses versions Grand Sport, Super Sport  et Grand Sport Vitesse. Bugatti arrête en 2015 la production du modèle Veyron, après 450 exemplaires construits, et, en 2016, lance la Bugatti Chiron, du nom du pilote monégasque Louis Chiron, propulsée par un W16 développant 1 500 ch. Sa vitesse maximale est bridée à 420 km/h.
Le 2 septembre 2019, Bugatti annonce avoir atteint la vitesse de 304,773 mph soit 490,484 km/h avec la Chiron Super Sport 300+, un prototype proche de la série. C'est le pilote britannique Andy Wallace qui était aux commandes sur la piste d'essai d'Ehra-Lessien en Allemagne.

## Histoire

### La Type 13 ou la naissance de Bugatti

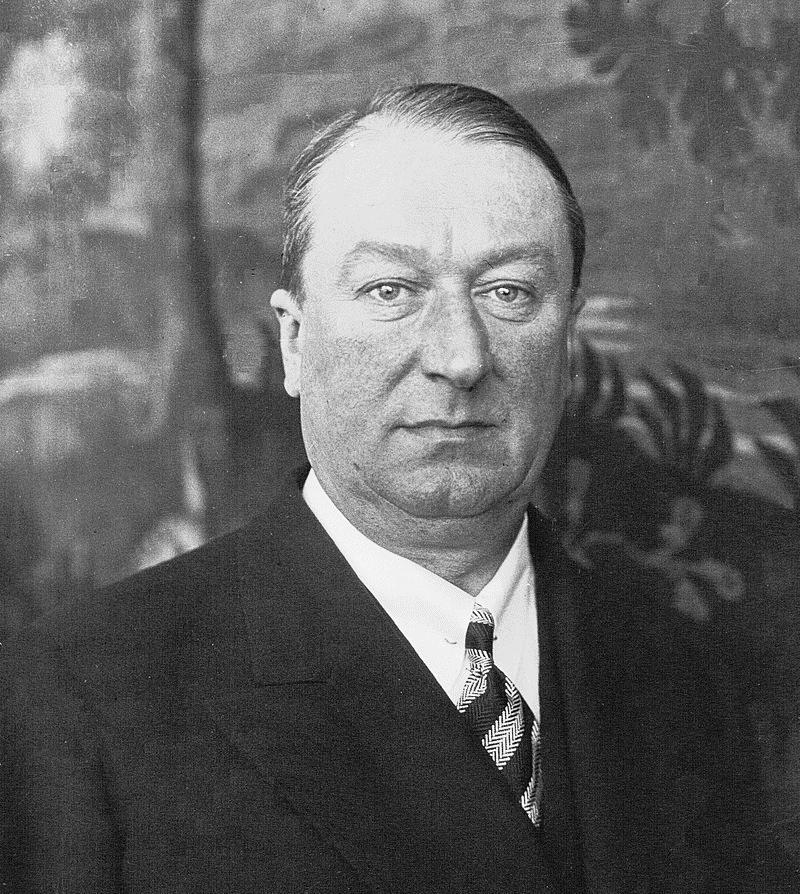
Ettore Bugatti.

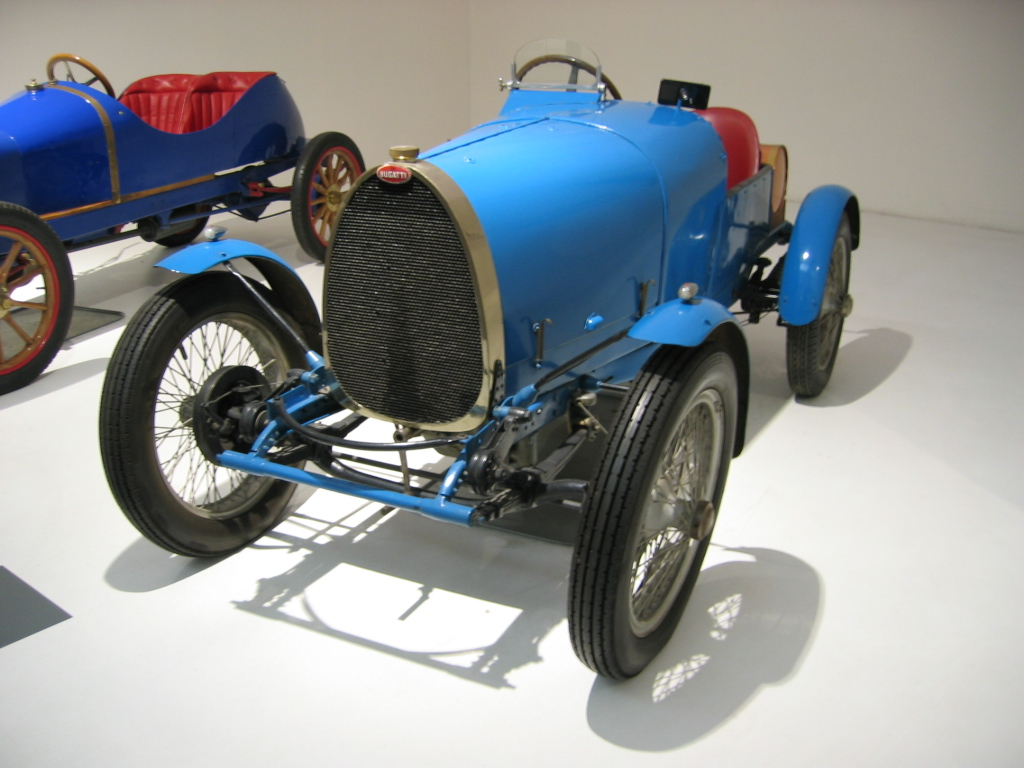
Une Type 13, la première automobile Bugatti.

Alors que l’histoire voit la naissance des premières automobiles à pétrole, celle de Bugatti débute en 1899. Âgé de 17 ans, Ettore Bugatti entame une formation chez le constructeur de cycles et tricycles Prinetti & Stucchi (en) durant laquelle il fabrique son premier tricycle, motorisé par un moteur De Dion, qu’il engage dans quelques courses,. L’année suivante, avec le soutien financier d’un ami de son père, le comte Gulinelli, Ettore Bugatti réalise celle qui peut être considérée comme sa première automobile, la Bugatti Type 2,. Propulsé par un quatre cylindres à soupapes en tête, « l’un des premiers [moteurs de ce genre] au monde », elle suscite très vite l’intérêt ; elle obtient d’ailleurs un prix lors de sa présentation en mai 1901 à l’Exposition automobile internationale de Milan,.
En 1902, à la suite du salon de Milan, Bugatti réalise une gamme d’automobiles pour le baron Eugène-Dominique de Dietrich. Vendue sous le nom De Dietrich-Bugatti, elle est constituée des Bugatti Type 3 et Type 4 ainsi que de la Type 5 sur laquelle Ettore Bugatti prend part à une course à Francfort. En 1904 cependant, De Dietrich met fin à son contrat, vraisemblablement pour la raison qu’Ettore délaisse la production pour la compétition. Émile Mathis, agent de De Dietrich à Strasbourg, propose alors à Bugatti de lui concevoir de nouvelles automobiles. Ainsi nées, les Bugatti Type 6 et Type 7 suscitent néanmoins le mécontentement des clients si bien qu’Ettore rejoint Deutz Gasmotoren-Fabrik en 1907 où il conçoit les Type 8 et Type 9, sans succès commercial non plus.

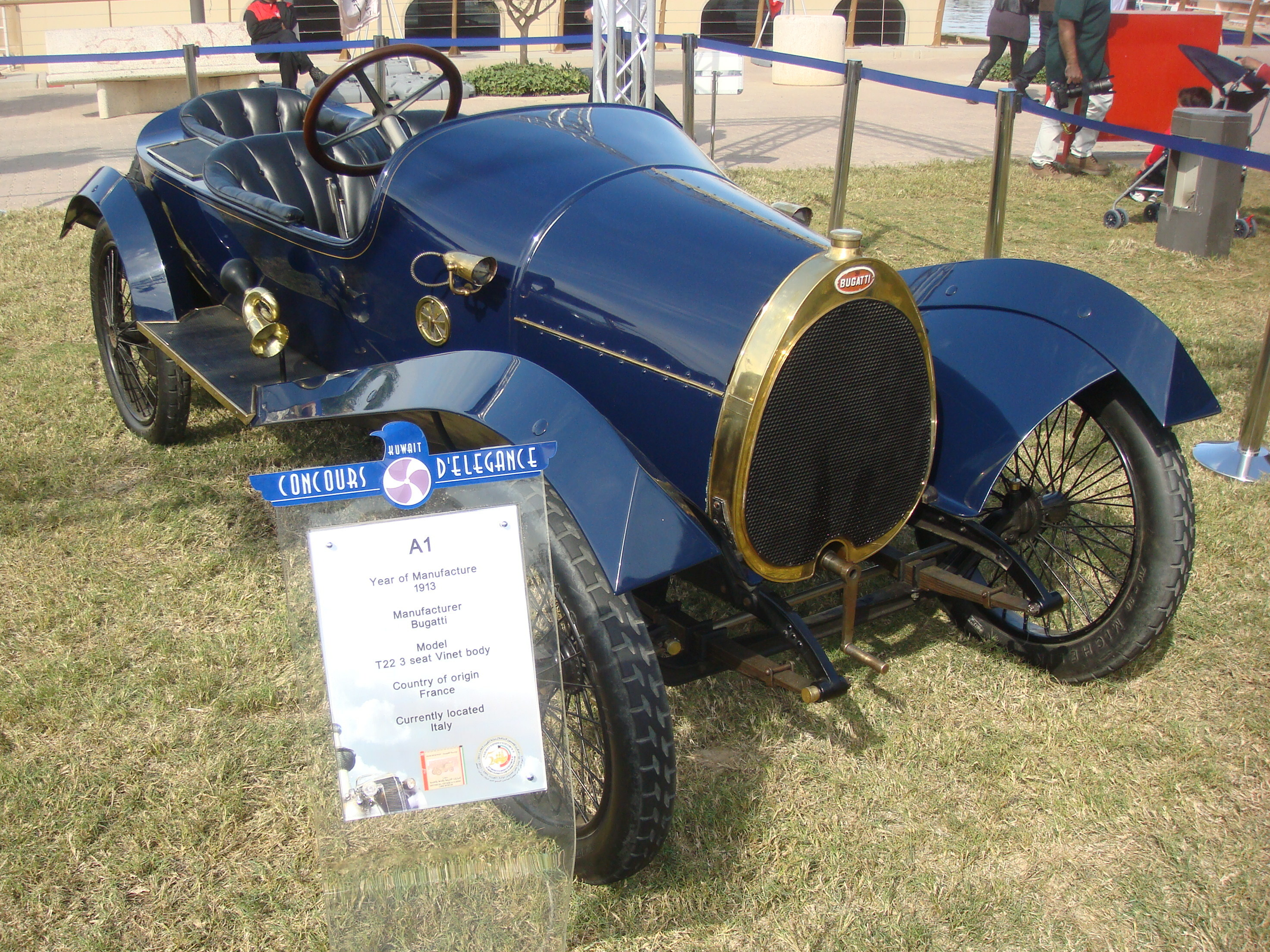
Une Type 22, 3 places, carrosserie Vinet (1913).

Après avoir quitté Deutz, Bugatti s’installe finalement à son compte en 1909 avec sa famille à Molsheim, en Alsace (région appartenant à cette date à l’Empire allemand), et il fait l’acquisition des locaux vides d’une teinturerie, où il débute en 1910 avec le soutien du banquier espagnol Augustin de Vizcaya, la production de sa première automobile et première sportive de course, la Type 13,. Présentée la même année au Salon de l’automobile de Paris, elle y remporte un vif succès, car son poids plume et sa tenue de route sont exceptionnels pour l'époque. Elle termine deuxième au Grand Prix de l’Automobile Club de France 1911 dit « des vieux tacots » au Mans avec Ernest Friderich, derrière une Fiat S74 (en) nettement plus puissante. Le début de la Première Guerre mondiale oblige l’entreprise à participer à l’effort de guerre en développant pour les Alliés, conjointement avec le constructeur aéronautique Messier, des moteurs d’avion à huit et seize cylindres,. Friderich finit quinzième des 500 miles d'Indianapolis 1914 avec la T13, et son mécanicien de bord A. Tonelle.

### Domination de Bugatti en Grand Prix

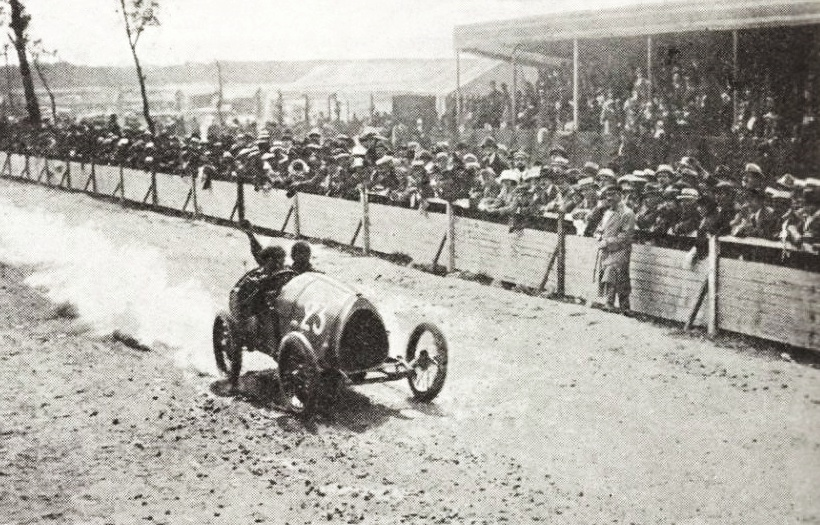
Ernest Friderich vainqueur de la Coupe des Voiturettes du Mans en 1920 sur Type 13 (première grande victoire de la marque).

La guerre terminée, Ettore Bugatti, qui s’était exilé à Milan puis à Paris au début du conflit, réintègre ses locaux de Molsheim, ville désormais française. La nouvelle Type 22 est alignée en compétition : en 1921, elle remporte son plus grand succès, en s’imposant aux quatre premières places du Gran Premio delle Vetturette, couru à cette date à Brescia au mois de septembre, quatre jours après le premier Grand Prix d’Italie. Ce quadruplé vaut certes désormais le surnom de « Brescia », mais il offre surtout à Bugatti la « gloire et de substantielles rentrées d’argent ». Maintenant renommées pour la qualité de leurs moteurs et de leurs châssis, les Type 13 Brescia et 22 permettent en outre à l’entreprise « d’asseoir sa notoriété auprès d’une clientèle sportive ».

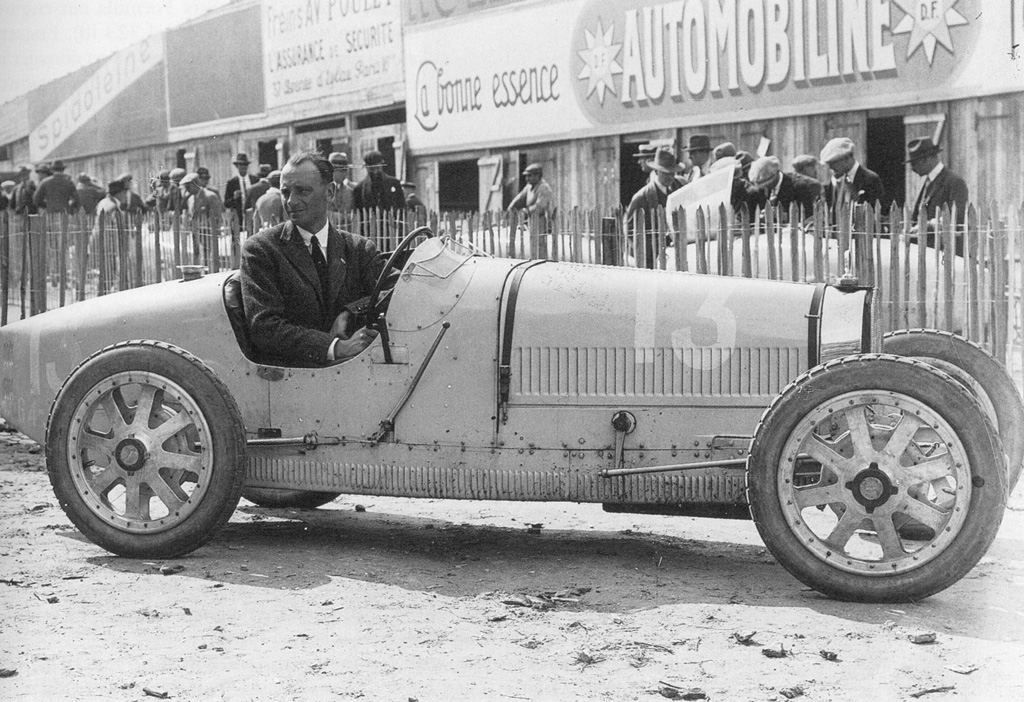
Meo Costantini au volant d’une Type 35 lors du GP de l’ACF 1924.

Ce n’est cependant que le début de la « légende » Bugatti. Si en 1922 apparaît la première huit cylindres commercialisée, la Type 30, disposant en outre de freins hydrauliques (Pierre De Vizcaya deuxième du GP de l'A.C.F. à Strasbourg), le véritable tournant dans l’histoire de Bugatti a lieu en 1924 à Lyon lors du Grand Prix de l’Automobile Club de France, lors duquel Bugatti dévoile enfin sa fameuse Bugatti Type 35. Automobile d’exception tant par « la finesse et l’élégance de son dessin », que pour son excellent comportement routier,, pilotes d’usine et privés vont à son volant remporter plus de 2 000 victoires en compétition, record inégalé à ce jour[Quand ?],,. En dominant les compétitions internationales pendant près d’une décennie (de 1925 à 1934 environ), la Type 35 est aujourd’hui non seulement la Bugatti la plus célèbre, mais compte également parmi les voitures ayant le plus marqué l’histoire de l’automobile.

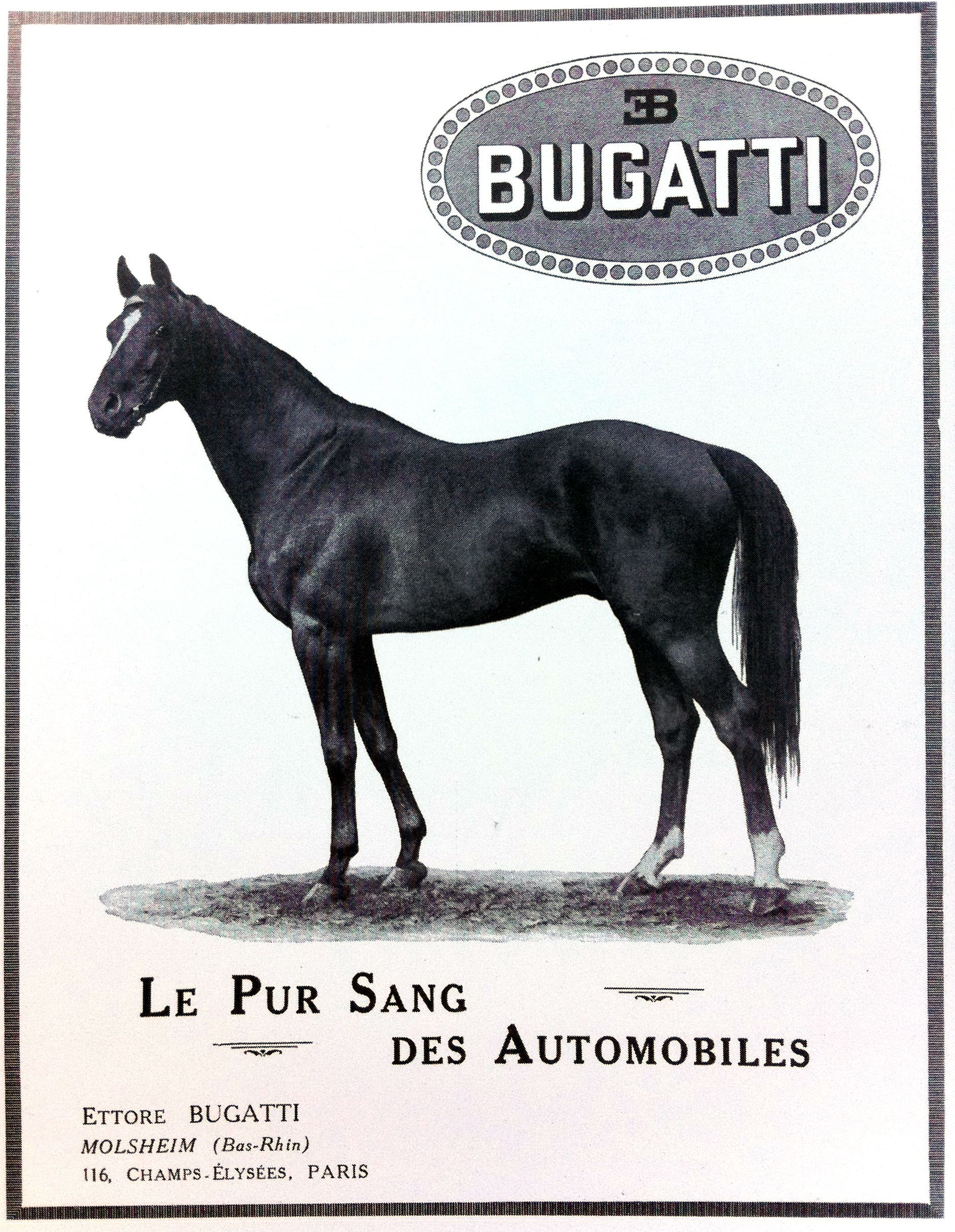
Publicité pour Bugatti en 1923

Bugatti obtient en outre près de 700 succès planétaires absolus en côte entre 1921 et 1949, dont près de 685 avant le second conflit mondial (essentiellement à partir de 1923).

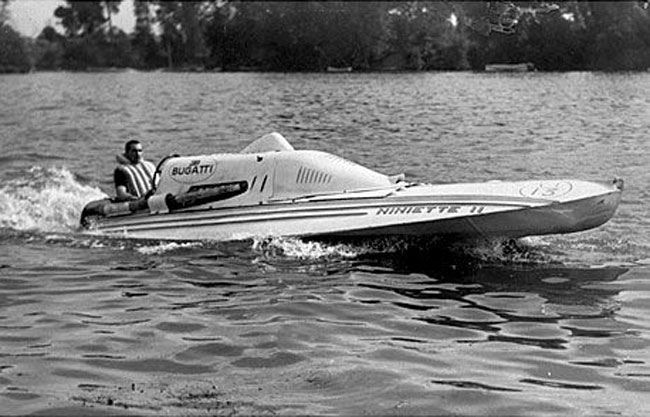
Bugatti Niniette II en 1935.

Au milieu des années 1930, Bugatti produit également des bateaux de course nommées Niniette. Pilotés par Maurice Vasseur et le prince Ruspoli (en), ils battirent plusieurs records aquatiques de vitesse.

### Influence grandissante de Jean Bugatti

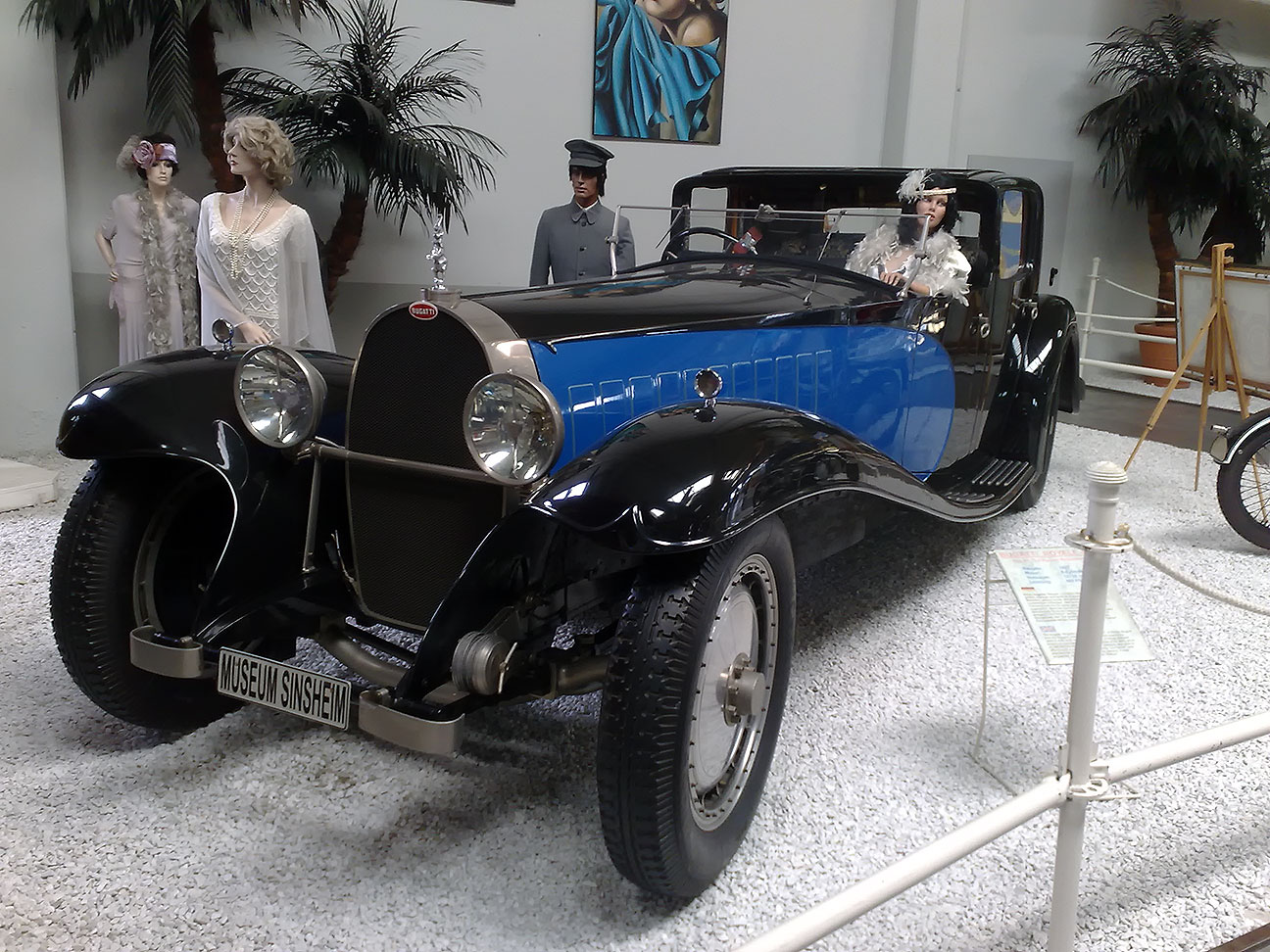
La Type 41, surnommée Bugatti « Royale » du nom de la clientèle à laquelle elle se destine.

Jean Bugatti, le troisième enfant d’Ettore, travaille très tôt aux côtés de son père au bureau d’études de l’usine et se révèle rapidement « doué d’un immense talent de dessinateur », en esquissant des carrosseries particulièrement élégantes destinées à habiller les châssis Bugatti ; il fait également preuve du même génie que son père en mécanique en contribuant à l’innovation des voitures produites. De cette union entre Ettore et Jean nait l’extraordinaire Bugatti « Royale », une Bugatti de 12 763 cm3 de cylindrée, 300 ch et 500 000 Francs. Si, en raison de la crise financière, l’automobile est un échec commercial, les six exemplaires construits n'ayant jamais été acquis par la clientèle royale à laquelle elle se destinait, elle constitue en revanche « sur le plan technique et esthétique, l’une des plus grandes réussites de Bugatti ».
Peu avant 1930, Jean Bugatti prend officiellement la responsabilité du département design de Bugatti ; Ettore se retire progressivement de l’entreprise au profit de son fils à qui la quasi-totalité de la direction de l’entreprise est confiée en 1936. C’est également à partir de cette date que l’influence de Jean sur la gamme Bugatti transparait réellement, notamment au travers des Bugatti Type 50, Type 55 et Type 57, unanimement louées pour « leur beauté, l’unité de leur ligne et l’équilibre esthétique entre les éléments ». Alors qu’elle compte parmi les voitures les plus luxueuses de l’époque, la Type 57 est produite à 690 exemplaires déclinés en plusieurs versions : berline Galibier, coupé Atalante, coach Ventoux, cabriolet Stelvio, Aravis.

### Un décès prématuré peu avant la Seconde Guerre mondiale

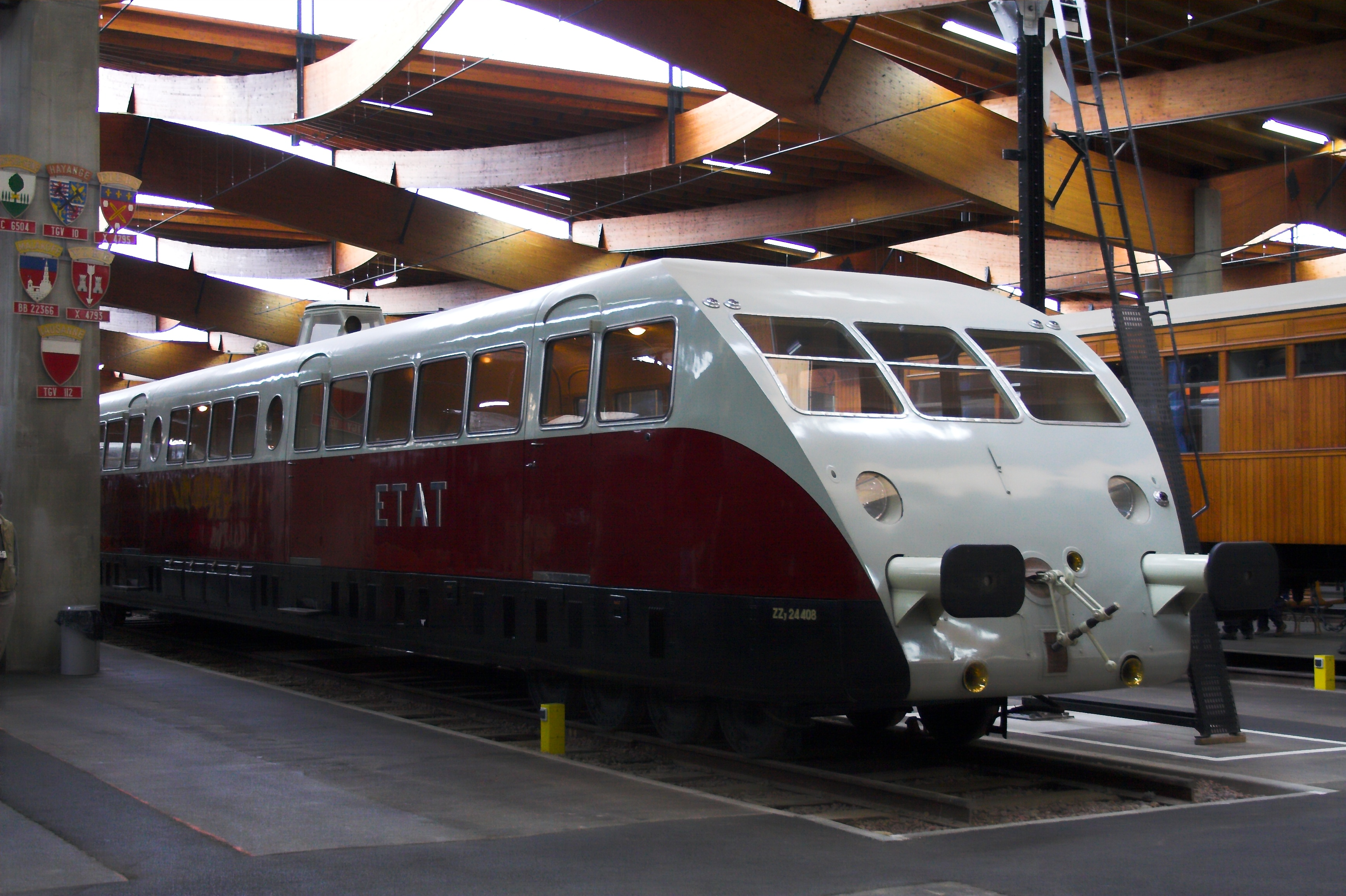
Autorail Bugatti, conservé à Mulhouse.

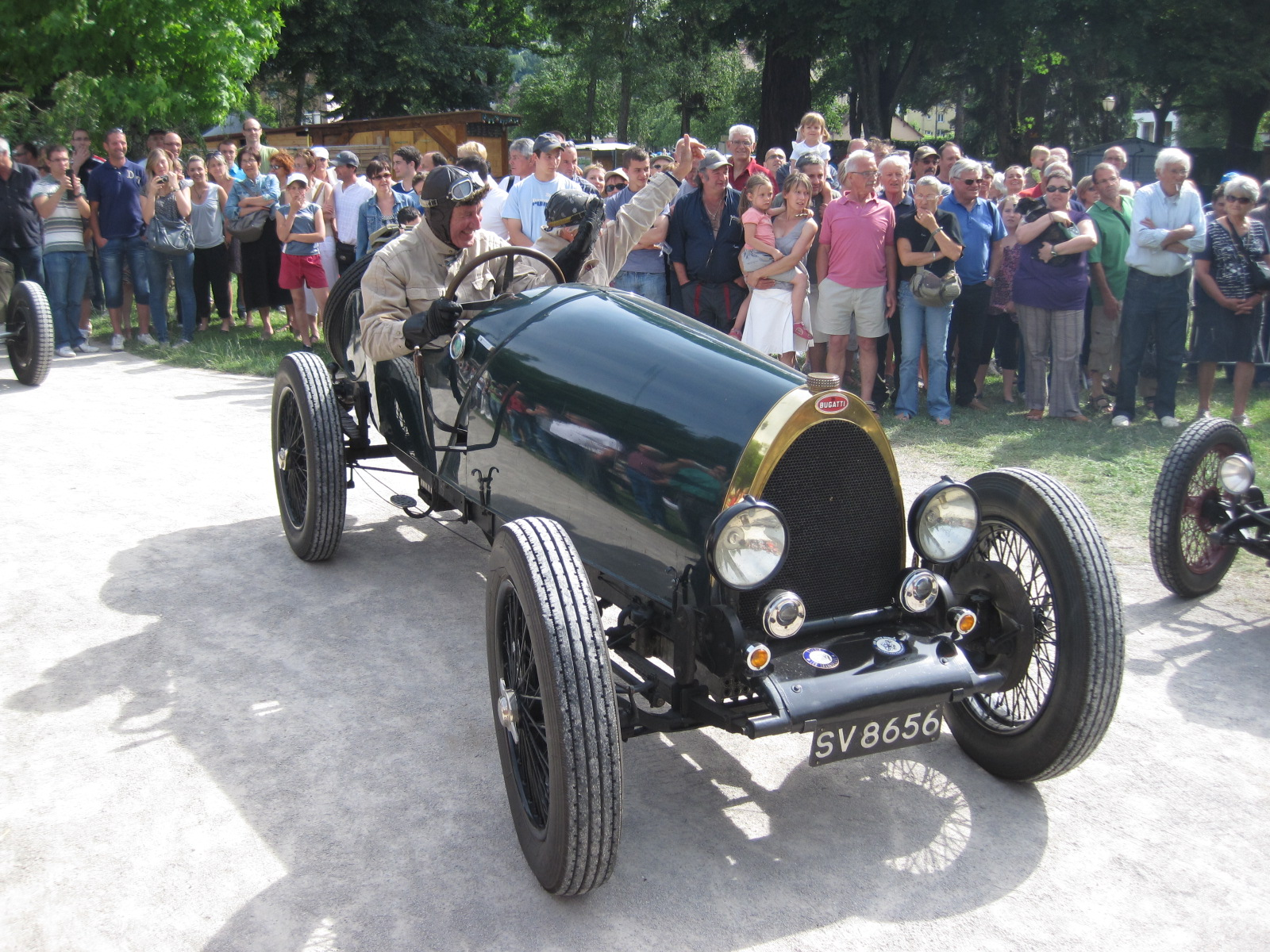
Michel Bugatti (fils d'Ettore Bugatti) au volant de sa « Bugatti Grand Prix Type 30 » au Salon Rétromobile 2011 de Lons-le-Saunier.

Au début des années 1930, quand le krach de 1929 se répercute en Europe dans la Grande Dépression, Ettore Bugatti sauve son usine de la faillite en fabriquant 80 autorails très lucratifs équipés de moteurs de la Type 41 couplés par quatre pour atteindre en 1934 la vitesse record de 192 km/h.
C’est également à cette époque qu’il conçoit quelques bateaux ainsi qu’un avion, le modèle 100P. Construit en coopération avec Louis de Monge pour participer à la Coupe Deutsch de la Meurthe 1938, son architecture innovante a pour vocation de lui permettre de battre le record du monde de vitesse sur base,. Malgré quelques difficultés financières et la concurrence accrue des sportives italiennes d’Alfa Romeo et allemandes de Mercedes-Benz, Bugatti s’impose aux 24 Heures du Mans 1937 et 1939 grâce aux Type 57G Tank des pilotes français d’usine Jean-Pierre Wimille, Robert Benoist, et Pierre Veyron.
L’année 1939 marque la fin d’une ère. Jean Bugatti est, à cette date, âgé de 30 ans et dirige l’entreprise depuis maintenant près de 3 ans. Sur la route qui mène à Strasbourg, il teste régulièrement les Bugatti pour en parfaire la mise au point. Le vendredi 11 août 1939, sur la longue ligne droite du carrefour de la Colonne de Dorlisheim jusqu’à Entzheim, Jean Bugatti se tue accidentellement au volant de la Type 57G Tank victorieuse aux 24 Heures du Mans. À la suite de ce décès, Ettore Bugatti reprend la tête de l’entreprise à la veille de la Seconde Guerre mondiale.
Au début de 1940, durant la drôle de guerre, pour contrecarrer les ambitions allemandes sur le savoir-faire et l'équipement du constructeur Bugatti, le gouvernement français donne à l'entrepreneur l'injonction de déménager son usine à Bordeaux, loin du front. Le matériel est acheminé par route.
Mais la manœuvre n'empêche pas, en décembre 1941, la vente forcée de l'usine aux autorités allemandes, pour un prix dérisoire, et le retour du matériel à Molsheim.
La firme, située en zone interdite, « est confisquée par les Allemands, pour ensuite disparaître ». En 1945, Ettore Bugatti parvient à récupérer son usine et tente de redémarrer la production d’automobiles malgré les dettes et le manque de moyens. Les études des Bugatti Type 73 et Type 78 n’aboutissent cependant pas et la mort d’Ettore Bugatti le 21 août 1947, âgé de 66 ans, des suites d’une pneumonie, sonne la fin de son entreprise,.

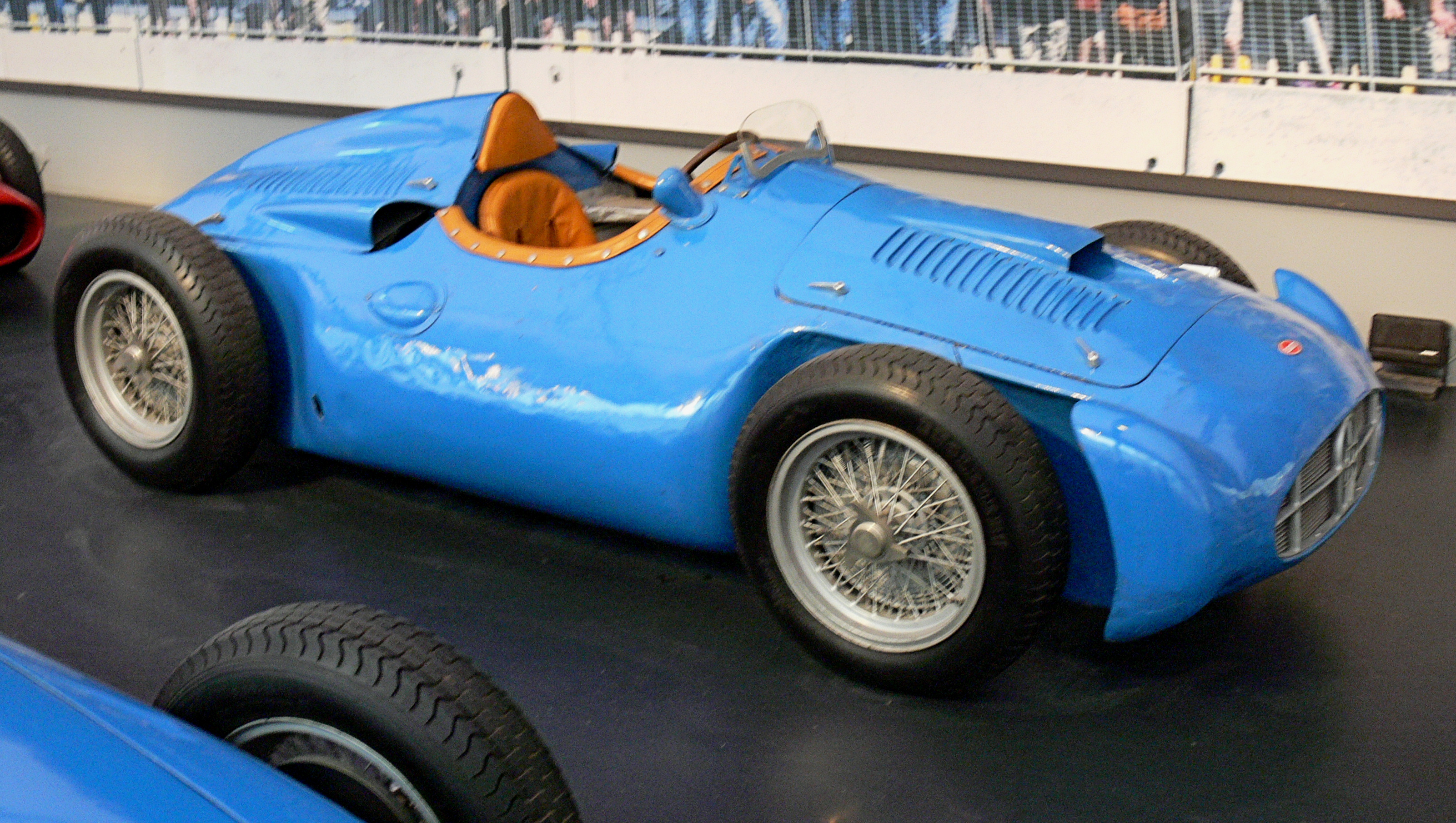
La Bugatti Type 251 pilotée par Maurice Trintignant au GP de France 1956.

En 1951, Roland Bugatti, le fils cadet d'Ettore, et Pierre Marco, ancien pilote (troisième du GP de France 1922) fidèle collaborateur de l'usine, tentent de relancer l'entreprise. La Bugatti Type 101 aux caractéristiques assez proches de la Type 57 ne rencontre cependant pas le succès, en raison du climat économique de l'époque, du manque de finances et probablement du manque de compétences,. Six modèles seulement seront ainsi vendus.
En 1955, une tentative de retour en compétition, via la Formule 1, échoue également avec la Bugatti Type 251. La monoplace dessinée par l'ingénieur italien Gioacchino Colombo et pilotée par le Français Maurice Trintignant, la Type 251 ne parcourt que 18 tours au Grand Prix automobile de France 1956 avant d'être contrainte d'abandonner.

### De l'ère Hispano-Suiza à l'acquisition par Artioli
En juillet 1963, la marque et l'usine Bugatti sont finalement vendues au constructeur Hispano-Suiza et le site de Molsheim est reconverti pour accueillir des ateliers aéronautiques. En un peu plus de 50 ans d’existence, l’entreprise Bugatti aura été dépositaire de 1 000 brevets[réf. nécessaire], fabriqué près de 8 000 automobiles de prestige et de course, devenues prisées des collectionneurs, et été détenteur d’un palmarès sportif jamais égalé avec plus de 10 000 victoires et 37 records[réf. nécessaire].
Le 28 mai 1968, Hispano-Suiza, la SACM et la Snecma négocient un rapprochement avec la Société d'exploitation des matériels Hispano-Suiza et ses filiales. Il se concrétise par l'apport de ces activités à la Snecma qui les structure dans quatre filiales, dont la Société des Automobiles Bugatti chargée des turbocompresseurs, des moteurs diesel et des atterrisseurs. Hispano-Suiza devient finalement en 1970 une société de la Snecma. En 1977, Bugatti est absorbé, l'ensemble se nomme Messier-Hispano-Bugatti, rassemble 3 000 personnes et fait partie à 71,8 % de Snecma. L'entreprise est renommée « Messier-Bugatti » en 1970, puis « Messier-Bugatti-Dowty » en 2011.

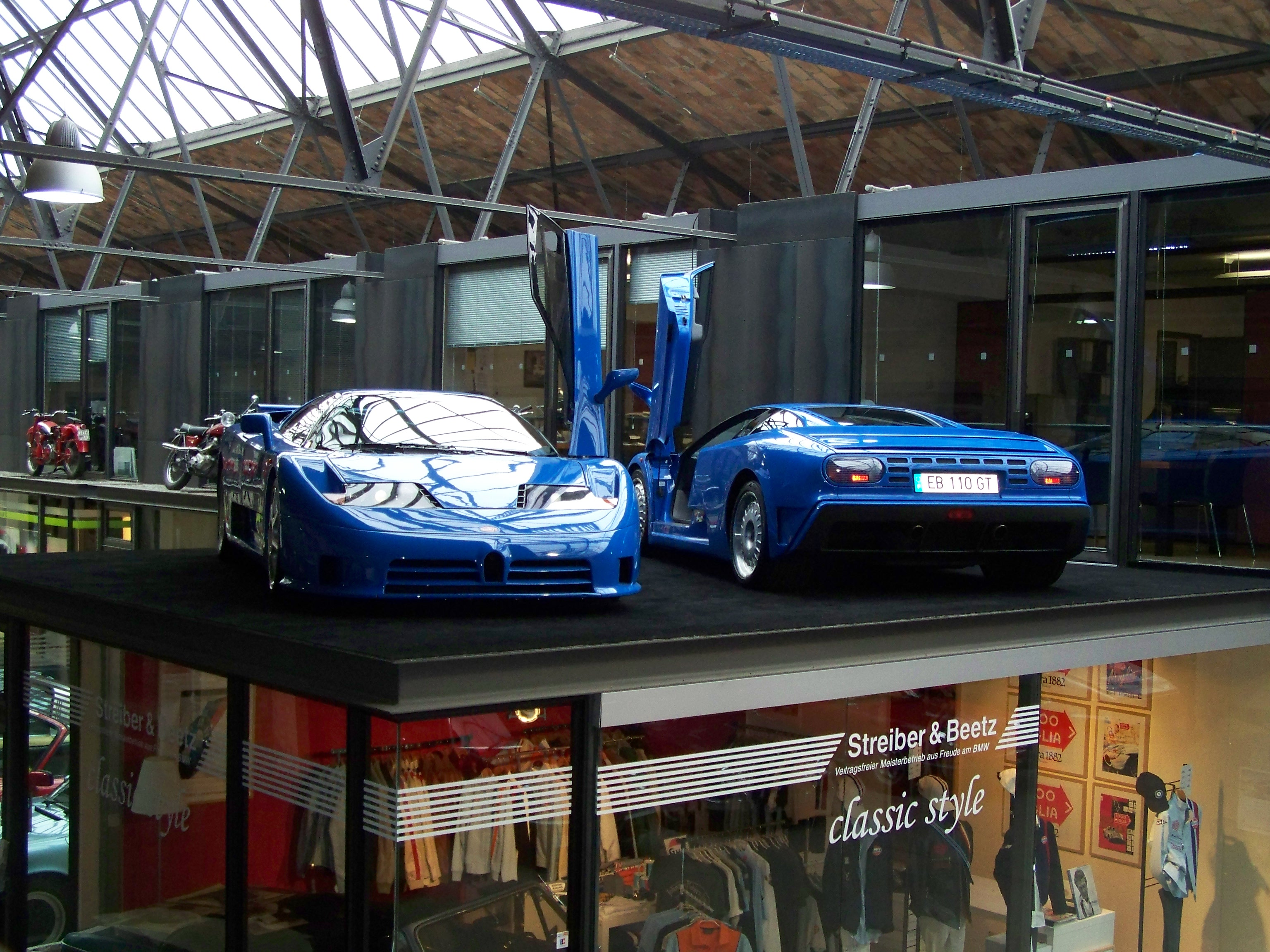
Une Bugatti EB110 SS et une EB110 GT.

En 1987, l'entrepreneur italien Romano Artioli souhaite relancer la marque et fait l'acquisition des droits liés au nom Bugatti. Il établit alors la société par actions « Bugatti Automobili SpA » et fait bâtir une usine par l'architecte Giampaolo Benedini à Campogalliano, près de Modène, ville où sont déjà fabriquées d'autres automobiles d'exceptions telles que Ferrari, Lamborghini ou encore Maserati. À partir de 1989, les plans de la Bugatti censé symboliser la renaissance de la marque sont présentés par Paolo Stanzani, le concepteur des Lamborghini Miura et Countach. Le résultat, un coupé à moteur V12 central arrière développant 550 ch, est présenté le 15 septembre 1991, jour du 110e anniversaire de la naissance d'Ettore Bugatti, d'où son nom EB110.
C'est avec ce modèle que l'écurie du Groupe Michel Hommell s'engage lors de la 62e édition des 24 Heures du Mans, en 1994. Il s'agit aujourd'hui encore de la dernière apparition d'une voiture de la marque lors d'un grand évènement de compétition automobile.

### L'entreprise sous contrôle de Volkswagen AG: Bugatti Automobiles SAS
En 1998, 3 ans après la disparition de Bugatti Automobili SpA, le groupe allemand Volkswagen AG dirigé par Ferdinand Piëch (petit-fils de Ferdinand Porsche) rachète les droits de la marque Bugatti pour la commercialisation de nouvelles automobiles d'exception et fonde la société par actions simplifiée « Bugatti Automobiles SAS ». Le montant de l'opération s'élève alors à une dizaine de millions d'euros. Le groupe acquiert également l'année suivante le Château Saint-Jean à Dorlisheim en Alsace à la société Messier-Bugatti pour en faire son siège social. Bien qu'une Bugatti Veyron coûte en moyenne plus cher que son prix de vente, Volkswagen Group considère cette marque comme sa vitrine technologique.
Bugatti et Lamborghini sont acquises en même temps par le groupe Volkswagen. Il semblerait que l'achat de Bugatti soit un complément de l'achat de Lamborghini, qui était en faillite en raison de la crise boursière asiatique de 1997. Il faudra attendre une quinzaine d'années pour qu'entre 2008 et 2012 le groupe achète Porsche progressivement.
En juillet 2021, Bugatti est cédée à Bugatti Rimac, entreprise créée spécialement pour cette opération dans laquelle Volkswagen, via Porsche augmente sa participation à 45 %.
Christophe Piochon devient le Président de la marque Bugatti en novembre 2021 et Mate Rimac le Président de la joint venture Bugatti Rimac.
En 2022, l'usine Bugatti de Campogalliano est revendue à l'homme d'affaires britannique Adrien Labi qui compte la transformer en musée consacré à l'automobile.

## La manufacture Bugatti
Un nouvel atelier elliptique et lumineux est dessiné par l'architecte Gunter Henn. Il est construit à côté du château et donne sur les montagnes des Vosges. Les Veyron sont assemblées dans cette usine de Molsheim, en Alsace, où les composants (moteur, châssis, boîte de vitesse, ...) sont livrés et assemblées à la main. Cet atelier produit actuellement les différents modèles de la Chiron, avec 62 employés.

## Automobiles Bugatti

### Production
En 2018, l'usine de Molsheim  produit 76 voitures, toutes des Chiron sur les 500 prévues, et en 2019 ce sont 81 voitures qui ont été produites. En 2020, débute la fabrication des premières Divo sur les 40 exemplaires prévus.
En janvier 2022, Bugatti annonce que l'ensemble des Chiron, Bolide et Centodieci sont vendues, les dernières Chiron Super Sport seront produites dans l'année. Le prochain modèle sera étudié avec Rimac. Ce dernier sera hybride, avant de futurs modèles totalement électriques.
En 2022, Bugatti a atteint une année record de vente avec 80 véhicules livrés dont les 10 exemplaires de Centodieci.
Le 20 juin 2024, Bugatti présente son nouveau modèle nommé Tourbillon, remplaçant de la Chiron, produit sous l'ère de Rimac Automobili.

#### Bugatti Veyron

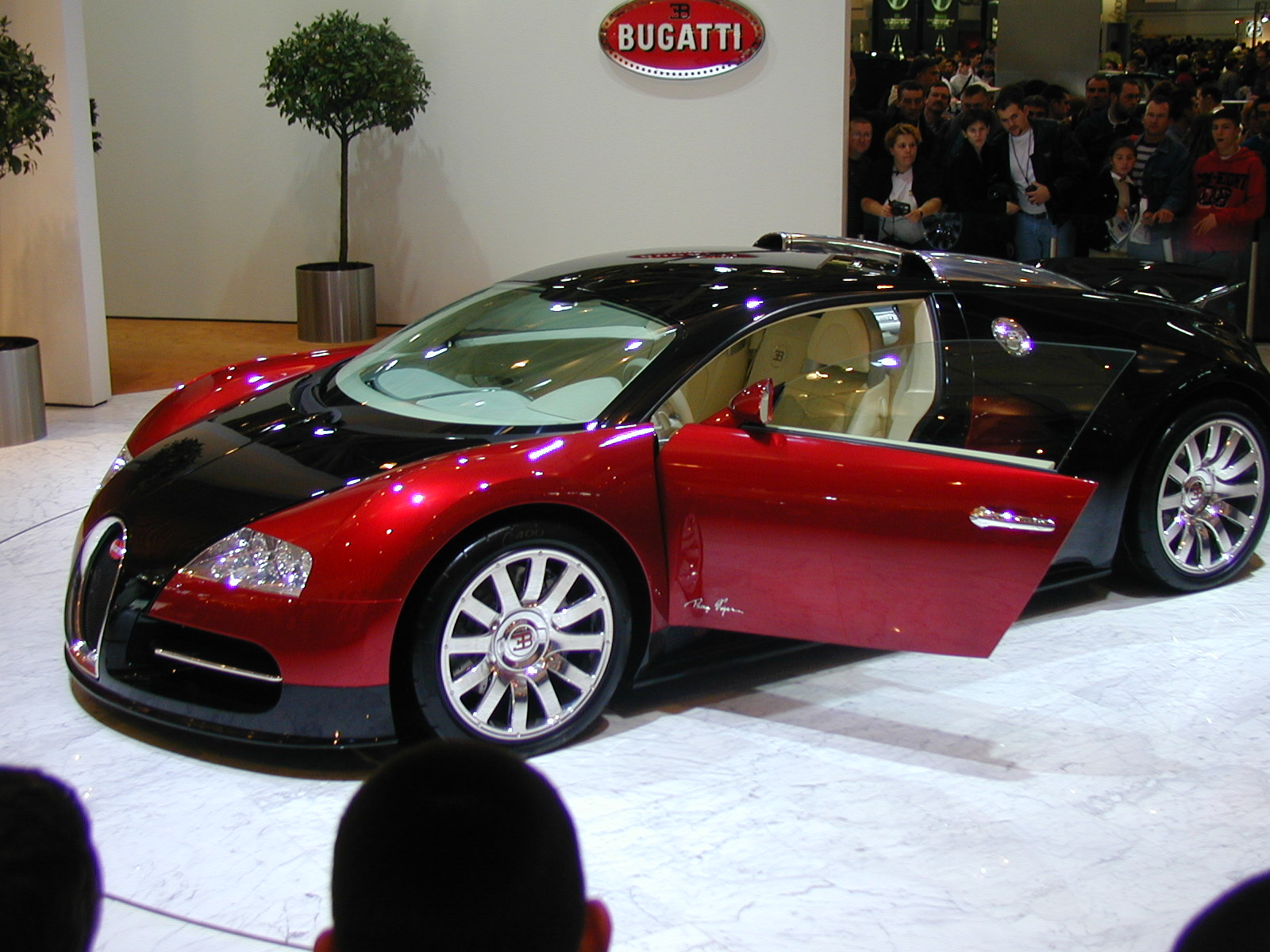
La Bugatti Veyron 16.4, voiture de série la plus luxueuse et la plus performante du monde à sa sortie en 2005.

En 2005, Bugatti dévoile la Bugatti Veyron 16.4, unique modèle produit jusqu'en 2015 par la marque française. Son moteur de configuration W16 de 8 litres de cylindrée, doté de 64 soupapes et quatre turbos, développe 1 001 chevaux et 1 250 N m de couple. À vitesse maximale, la Veyron vide en 15 minutes les 100 litres de son réservoir.
En 2011, une version Super Sport de la Bugatti Veyron voit le jour accompagnée de modifications techniques (1 200 ch à 6 400 tr/min et 1 500 N m entre 3 000 et 5 000 tr/min) et aérodynamiques permettant d'homologuer un nouveau record de vitesse (le 2 juillet 2010) de 431,072 km/h. La version commerciale est cependant bridée à 415 km/h.
En 2012, Bugatti dévoile son nouveau modèle : la Bugatti Veyron Grand Sport Vitesse qui, sur la base de la Grand Sport, reprend le moteur de la Super Sport. Grâce à ce moteur plus puissant (199 chevaux de plus que la Grand Sport), la Bugatti Veyron Grand Sport Vitesse est le roadster le plus rapide du monde avec un record établi à 408,84 km/h par Anthony Liu, un entrepreneur chinois. La vitesse de pointe ne pouvant être atteinte qu'en respectant les mesures de sécurité disponibles sur un circuit automobile, la Grand Sport Vitesse est bridée électroniquement à 375 km/h en mode « normal » d'utilisation.
Après dix ans de production, la 450e et dernière Bugatti Veyron est présentée officiellement au salon international de l'automobile de Genève 2015 et elle est baptisée La Finale. Il s'agit d'un modèle Grand Sport Vitesse reconnaissable par sa couleur bordeaux (carrosserie et jantes) avec les ailes avant et portières noir brillantes et les prises d'air surplombant le moteur en noir mat. La Veyron La finale est donc la dernière d'une série de 300 coupés et 150 convertibles produits par la marque de Molsheim.

#### Bugatti Chiron

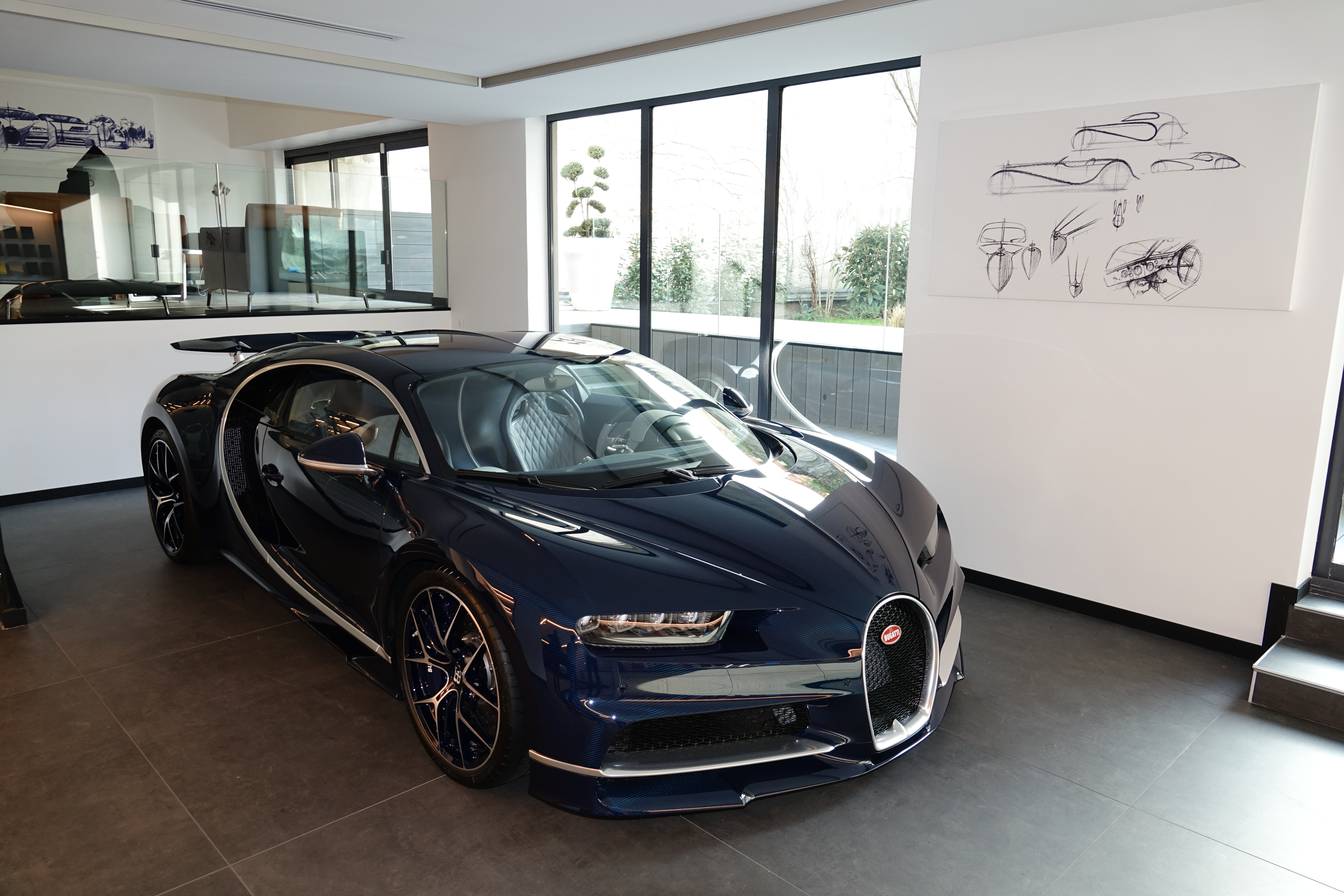
La Bugatti Chiron Sport, sortie en 2018.

La Bugatti Chiron est présentée au salon de Genève en 2016, 11 ans après la présentation de la Veyron, à laquelle elle succède, et 1 an après la présentation de la Koenigsegg Regera (au Salon de Genève 2015) de puissance équivalente. Développant 1 600 N m de couple et 1 500 chevaux pour 1 995 kg, c'est la Bugatti la plus puissante et la plus rapide de l'histoire de la marque. Elle est déclinée en plusieurs variantes, mais contrairement à la Veyron, aucune d'entre elles n'est décapotable.

#### Bugatti Divo

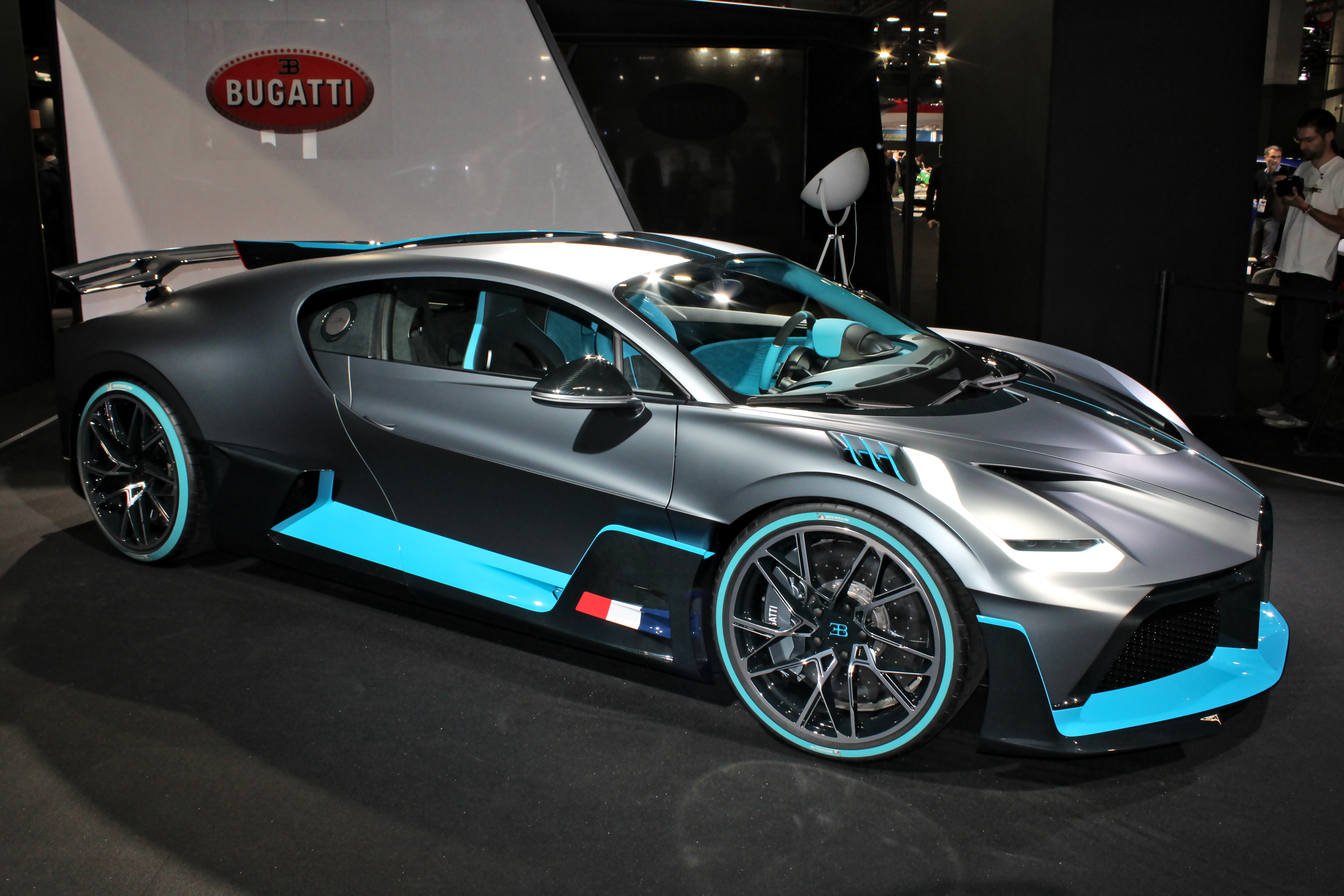
La Bugatti Divo, sortie en 2018.

La Bugatti Divo est présentée en août 2018 près de Monterrey en Californie. Elle est fondée sur le modèle de la Chiron, mais possède une carrosserie beaucoup plus agressive. Toujours motorisée par le W16 de 1 500 ch de la Chiron, elle perd 35 kg sur la balance par rapport à celle-ci. Cependant, sa vitesse de pointe aussi est réduite, 380 km/h contre 420 km/h, du fait que les ingénieurs en aérodynamique de chez Bugatti l'ont construite, non pas pour la vitesse, mais pour l'appui dans les courbes. Sa production est limitée à 40 exemplaires, écoulés en 2020 et 2021. Les véhicules d'un prix unitaire net de 5 millions d'euros ont été vendus en quelques jours.

#### Bugatti La Voiture Noire

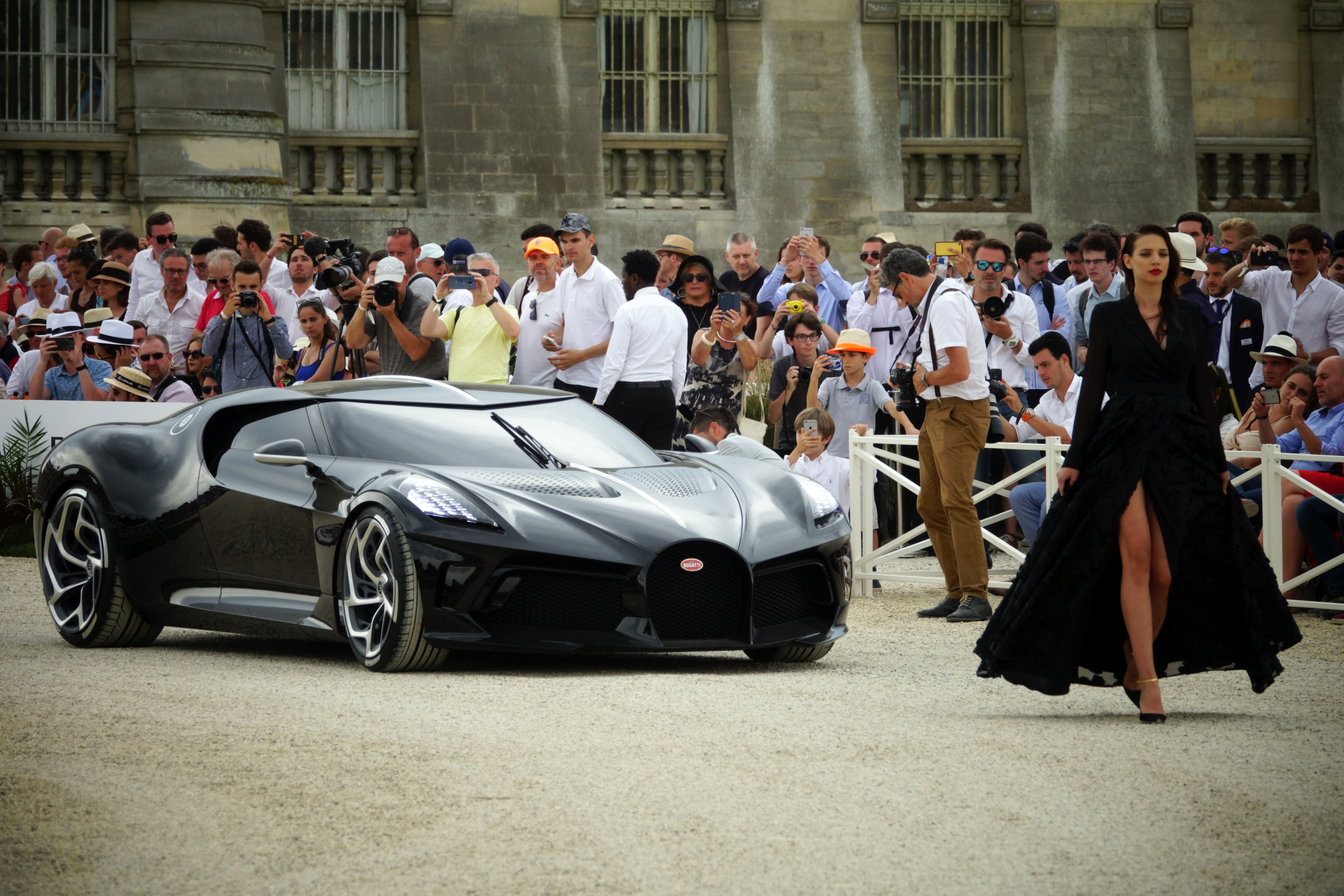
La Voiture Noire au concours d'élégance de Chantilly.

Le 5 mars 2019, Bugatti présente La Voiture Noire au Salon international de l'automobile de Genève 2019. Limité à un seul exemplaire basé sur la Chiron, ce modèle rend hommage à la Bugatti 57 SC Atlantic produite en quatre exemplaires dont une, la 57 Atlantic noire, a disparu entre Molsheim et Bordeaux et n'a jamais été retrouvée. La Voiture Noire de 2019 est vendue au tarif de 11 millions d'euros hors taxes, soit 17 millions d'euros. C'est, jusqu'à présent, la vente la plus onéreuse d'une voiture neuve jamais produite.

#### Bugatti Centodieci

Bugatti Centodieci.

La Centodieci est présentée le 16 août 2019 au Concours d'élégance de Pebble Beach en Californie pour célébrer les 110 ans de la marque Bugatti. Basée sur la Chiron, elle est également un hommage à l'EB110 Super Sport qui célébrait à son époque les 110 ans de la naissance d'Ettore Bugatti. Elle pèse 20 kg de moins que la Chiron et produit 35 kg d'appui aérodynamique en plus, sa production est limitée à 10 exemplaires pour un tarif de 8 millions d'euros. Elle développe 1 600 ch à partir du W16 de Bugatti, ce qui lui permet d'effectuer le 0 à 100 km/h en 2,4 s, d’atteindre les 200 km/h en 6,1 s et de passer la barre des 300 km/h en 13,1 s. Sa vitesse de pointe est limitée à 380 km/h.

### Bugatti Bolide

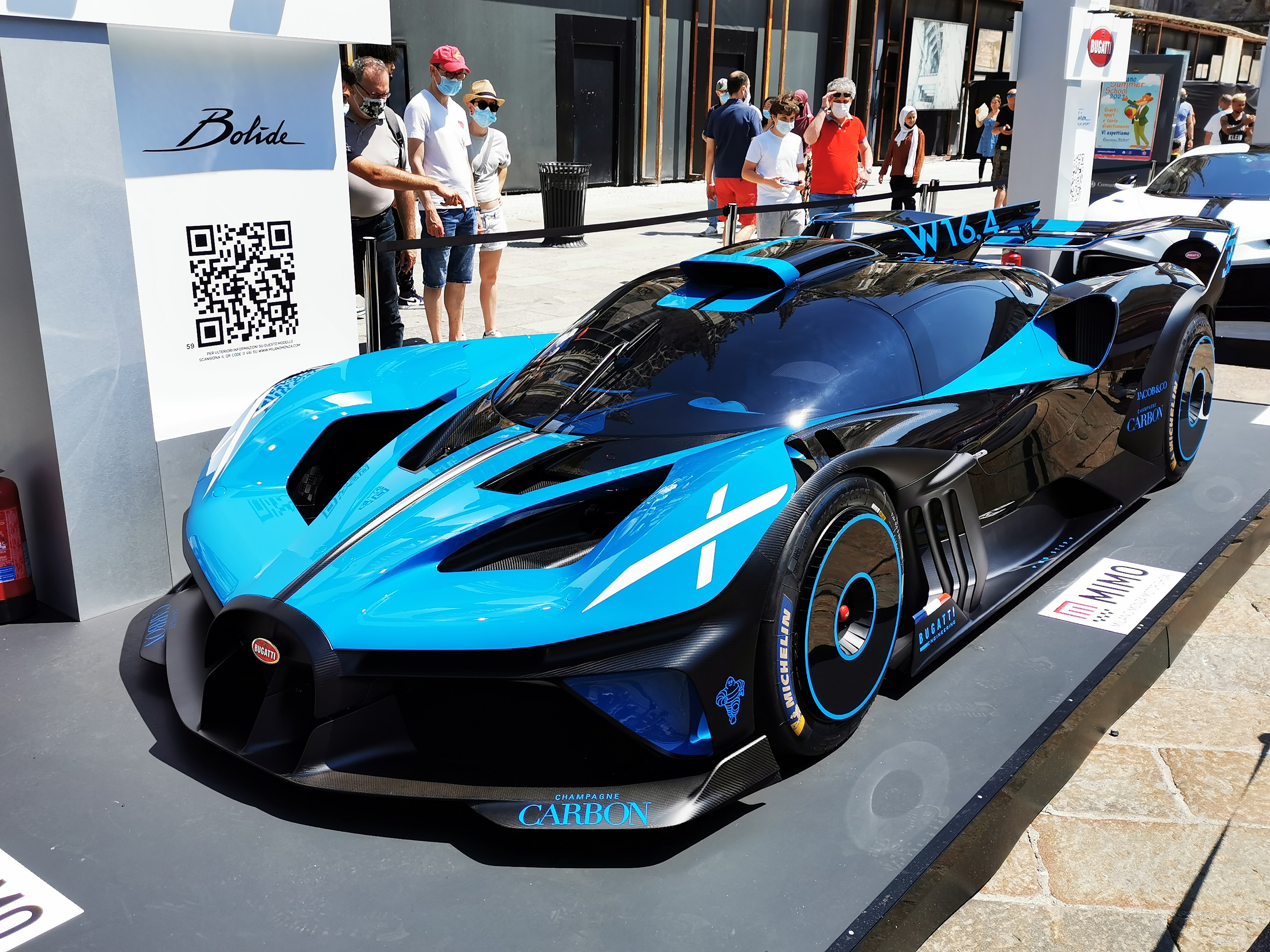
Bugatti Bolide.

La Bugatti Bolide est annoncée par le constructeur le 23 octobre 2020 par une image sur le web accompagnée du message « et si… ? » surplombant le chiffre « 0,67 ». La Bugatti Bolide est officiellement présentée le 28 octobre 2020. Le chiffre « 0,67 » se révèle être le rapport poids/puissance du véhicule, soit de 0,67 kg/ch. En effet, la Bolide propose 1 600 ch (Les 1 850 annoncés seront disponibles seulement avec un carburant spécifique) pour un poids de 1 240 kg. Elle est propulsée par le moteur W16 « maison » de Bugatti, avec une consommation mixte de 22,5 l/100 km et une émission moyenne de CO2 de 516 g/km .

### Bugatti W16 Mistral

Bugatti W16 Mistral.

La Bugatti W16 Mistral est une voiture de sport biplace à moteur central fabriquée à Molsheim, en France. Elle a été révélée le 19 août 2022. La Mistral est commercialisée comme le roadster le plus rapide du monde. Elle est inspirée par le vent et la puissance pure et le mouvement intense de l’air sont les deux caractéristiques qui définissent le mistral. Elle reprend le monumental moteur W16 de toute la lignée et ses quatre turbos pour huit litres de cylindrée, développant ici 1 600 ch comme sur la Chiron Super Sport. La vitesse de pointe serait équivalente à celle de la Chiron classique, soit 420 km/h. La production est fixée à 100 exemplaires.

### Bugatti Tourbillon

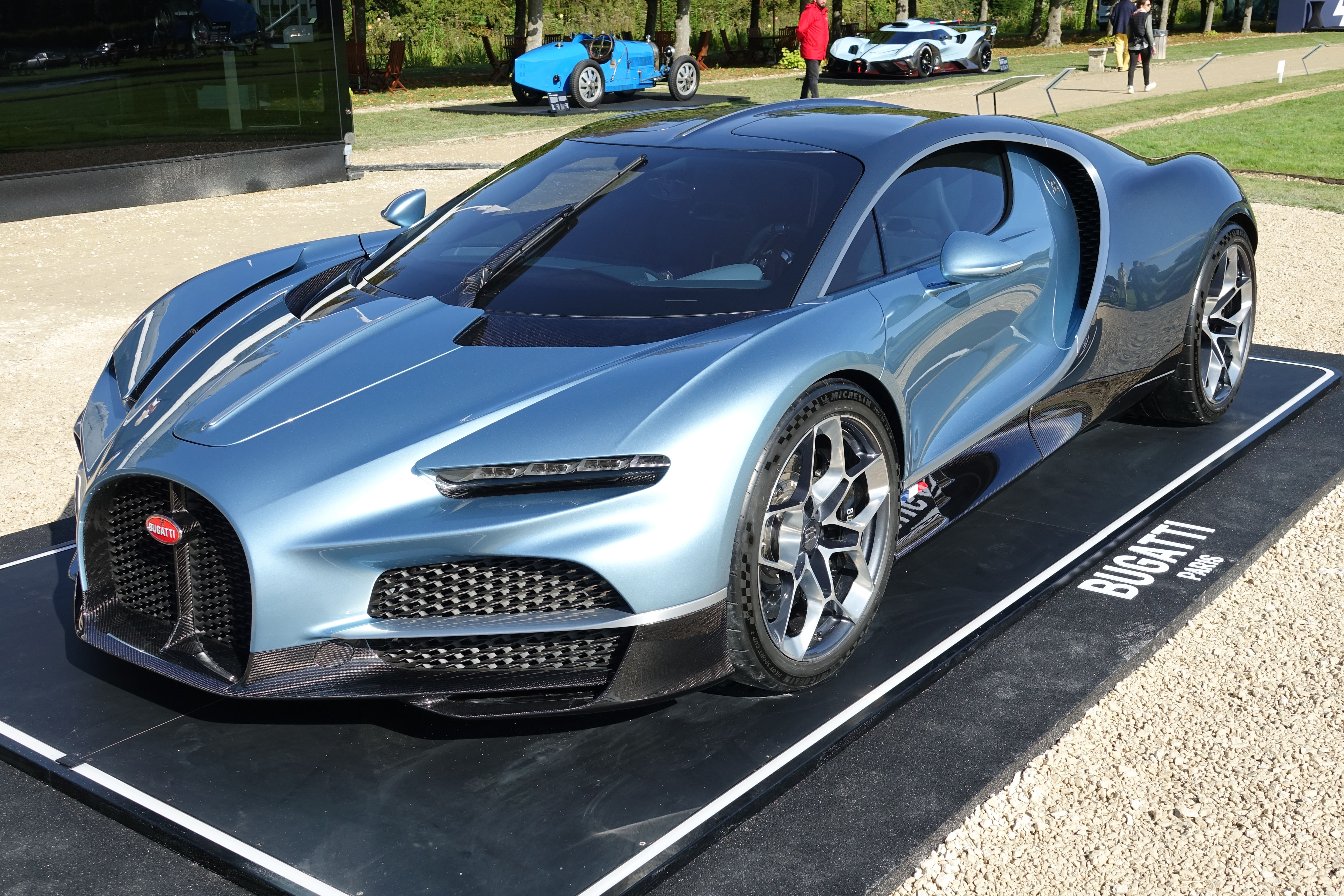
Bugatti Tourbillon.

Le 20 juin 2024, Bugatti présente la Tourbillon, largement inspirée de la Chiron, son unité de puissance combine un moteur thermique atmosphérique de 16 cylindres en V, développé en partenariat avec Cosworth, et trois moteurs électriques de chez Rimac. La voiture développe au total 1800 chevaux et peut atteindre 100 km/h en 2 secondes. Elle peut rouler 60 km en tout électrique et émet 120 grammes de CO2/km. Le design intérieur est inspiré de l'horlogerie de précision, avec des cadrans analogiques de vitesse, compte-tours et puissance utilisant des aiguilles similaires à celles d'une montre. Le nom Tourbillon fait d'ailleurs référence à un mécanisme d'horlogerie destiné à augmenter la précision des montres mécaniques. La Tourbillon est vendue 3,8 millions d'euros.

#### Bugatti 64

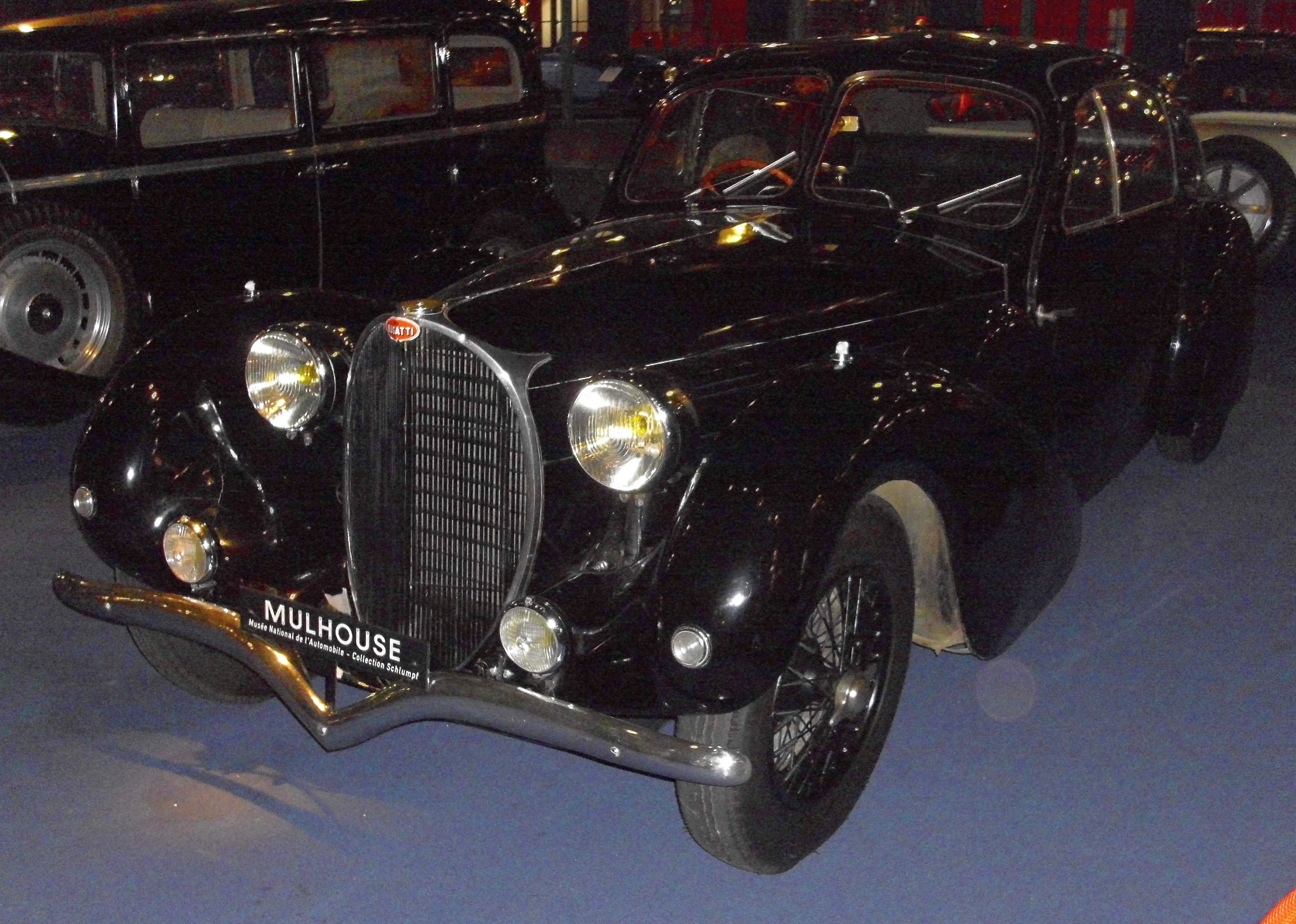
Bugatti 64 (1939).

#### Bugatti EB 118
En 1998, Volkswagen AG présentait la Bugatti EB 118 au Mondial de Paris. La Bugatti EB118 est un concept car coupé quatre places ressemblant à l’EB 112. Fruit de la collaboration entre Giorgetto Giugiaro et Volkswagen AG, elle mesure 5,05 mètres de long et plus de deux mètres de large. Elle hérite du moteur 18 cylindres en W, le premier de l’histoire de l’automobile.

#### Bugatti EB 218

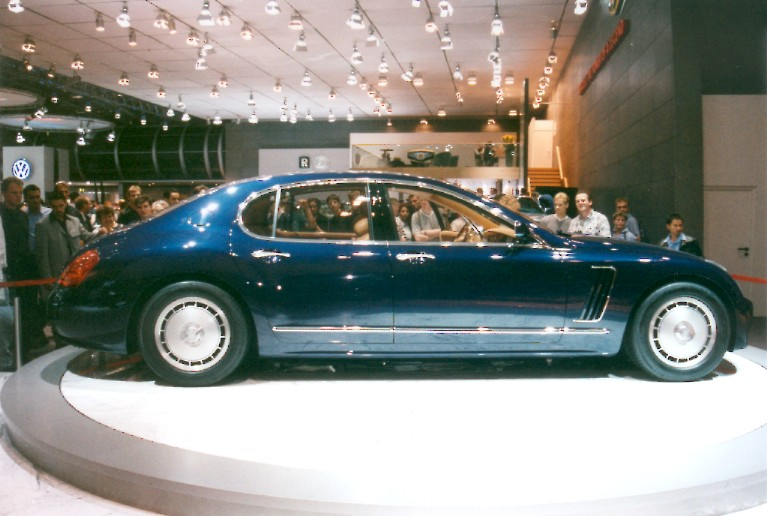
Bugatti EB 218.

Dévoilée au Salon international de l'automobile de Genève de 1999, la Bugatti EB218 à transmission intégrale permanente est équipée du moteur 18 cylindres en W et 72 soupapes de la Bugatti EB118, qui affiche 6,25 litres de cylindrée, développe 555 chevaux, et lui permet d'atteindre les 300 km/h.

#### Bugatti EB18/3 Chiron

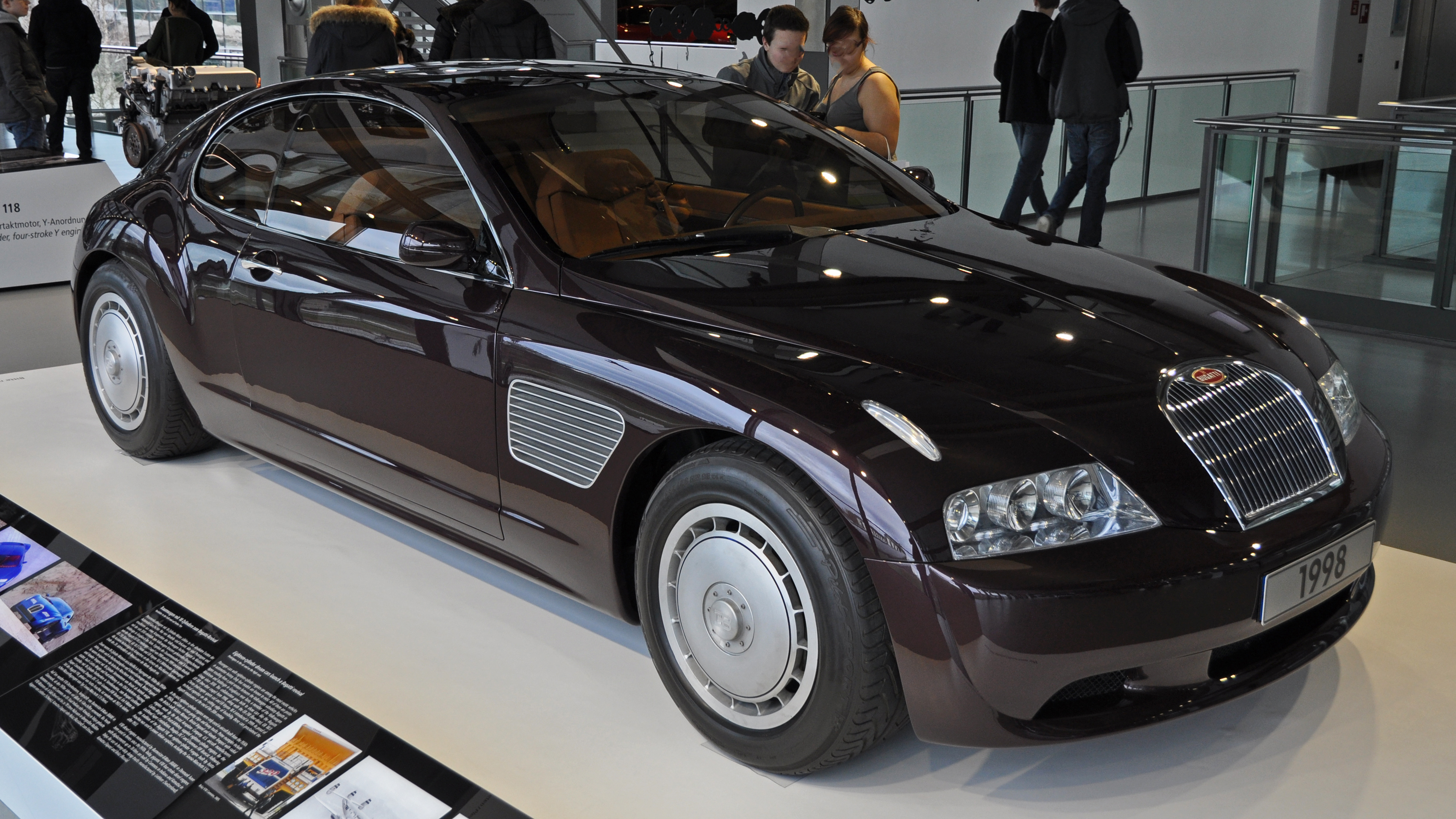
Bugatti EB118.

La Bugatti EB18/3 Chiron est un concept car présenté pour la première fois au Salon de l'automobile de Francfort en 1999. Voici quelques détails sur ce modèle unique :

### Conception et Style
- Design : Le design de la EB18/3 Chiron est l'œuvre de Fabrizio Giugiaro de chez Italdesign. Elle affiche un style fluide et aérodynamique, avec des courbes élégantes et une calandre en fer à cheval, caractéristique des modèles Bugatti.
- Corps : Le châssis est composé d'une structure en fibre de carbone, ce qui assure légèreté et rigidité.

### Motorisation
- Moteur : La EB18/3 Chiron est équipée d'un moteur W18 de 6,3 litres. Ce moteur à 18 cylindres est disposé en trois rangées de six cylindres, formant une configuration unique.
- Puissance : Le moteur produit environ 555 chevaux.
- Performance : Grâce à cette motorisation, la voiture promet des performances exceptionnelles, bien qu'étant un concept, les chiffres exacts de vitesse et d'accélération n'ont pas été spécifiquement mesurés pour une production en série.

### Intérieur et Technologie
- Intérieur : L'intérieur de la EB18/3 Chiron est luxueux, avec des matériaux haut de gamme tels que le cuir et l'aluminium brossé. Le design intérieur est à la fois futuriste et élégant, en adéquation avec l'image de la marque.
- Technologie : Bien que ce soit un concept car, la voiture est équipée de technologies avancées pour l'époque, incluant un tableau de bord numérique et diverses aides à la conduite.

### Signification et Héritage
- Nom : Le nom "Chiron" est un hommage au pilote de course Louis Chiron, qui a conduit pour Bugatti dans les années 1920 et 1930.
- Héritage : La EB18/3 Chiron a servi de précurseur à la Bugatti Veyron et plus tard à la Bugatti Chiron de production, qui a été lancée en 2016. Elle a permis de tester et d'explorer de nouvelles technologies et conceptions qui ont influencé les modèles ultérieurs de la marque.

### Présentation et Réception
- Présentation : La voiture a été présentée au Salon de l'automobile de Francfort en 1999, où elle a attiré l'attention pour son design innovant et sa technologie avancée.
- Réception : Bien que jamais produite en série, la EB18/3 Chiron a été bien accueillie par les critiques et les amateurs de voitures pour son design audacieux et sa puissance potentielle.

#### Bugatti 16C Galibier
La 16C Galibier a été dévoilée lors de la célébration du centenaire de la Marque à Molsheim. La présentation était réservée aux clients de Bugatti. Le salon de l'automobile de Molsheim montrait la voiture avec des pièces en fibre de carbone bleue et en aluminium. Un an plus tard, Bugatti a présenté au monde le concept 16 cylindres Galibier lors de la "Nuit du Groupe VW" au Salon de l'auto de Genève, dans une nouvelle combinaison de couleurs noir et aluminium.
La Galibier, une berline de 1000 ch, a été présentée pour la première fois en tant que concept en 2010 et lorsqu'ils ont prévu de la mettre en production en 2015, elle aurait coûté environ 1,4 million de dollars. Elle utiliserait le même moteur 16 cylindres de 8,0 litres que la Veyron, mais au lieu de quatre turbos, la Galibier 16C utiliserait plutôt deux surcompresseurs pour fournir un meilleur couple. La production nécessiterait le réaménagement de nouvelles installations à Molsheim, en France, ce qui a repoussé les livraisons potentielles jusqu'en 2015.
En 2013, il a été annoncé que la voiture ne serait jamais produite, car ils souhaitent se concentrer sur un remplacement de la Veyron.

#### Bugatti Vision Gran Turismo
La Bugatti Vision Gran Turismo est un concept-car dévoilé lors du Salon de l'automobile de Francfort 2015 pour le jeu vidéo Gran Turismo Sport. Elle s'inspire de la Bugatti Type 57 Tank et préfigure la Chiron.

#### Bugatti Bolide
La Bolide est présentée le 28 octobre 2020. Il s'agit d'un concept technologique répondant à la question « Que se passerait-il si Bugatti développait un véhicule radicalement léger autour de l'emblématique moteur W16 de 8,0 litres ? ». C'est le modèle le plus radical de la marque avec 1 850 ch et 1 240 kg, soit un rapport poids/puissance de 0,67 kg/ch.

## Succès en course

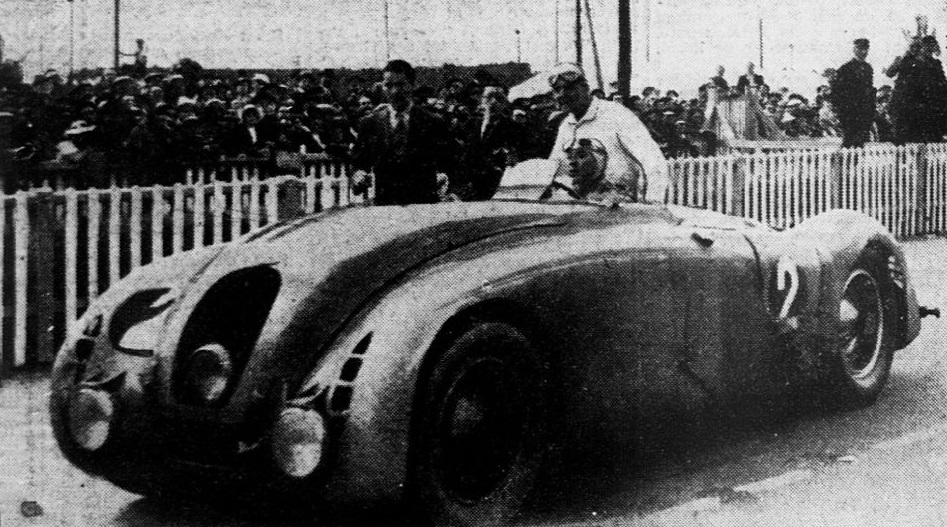
Bugatti vainqueur des 24 Heures du Mans 1937, avec Robert Benoist et Jean-Pierre Wimille.

La notoriété de Bugatti tient pour beaucoup à ses nombreuses victoires en compétition : une dizaine de milliers en seulement quelques décennies. La petite Bugatti Type 13, qui tient davantage de la voiture sportive que d'une réelle automobile de course, réalise un quadruplé lors de sa première course. La Type 35, ensuite, est l'automobile de course la plus titrée avec plus de 2 000 victoires. Elle remporte notamment la victoire dans la Targa Florio pendant cinq années consécutives de 1925 à 1929 et offre à Bugatti, en 1926, le titre de champion du monde des constructeurs.
Le pilote monégasque Louis Chiron remporte tant de victoires sur Bugatti qu'au début des années 2000, Bugatti lui rend hommage avec le concept EB18/3 Chiron puis en 2016, un véhicule de série, la Chiron, qui succédera à la Veyron. Mais l'une des courses les plus remarquables est remportée aux 24 Heures du Mans 1939 où Jean-Pierre Wimille et Pierre Veyron s'adjugent la victoire avec une seule voiture et de maigres ressources.

### Résultats en championnat du monde de Formule 1
| Saison | Écurie              | Châssis          | Moteur  | Pneus     | Pilotes             | Grands Prix disputés | Points inscrits | Classement |
| 1956   | Automobiles Bugatti | Bugatti Type 251 | Bugatti | Englebert | Maurice Trintignant | 1                    | 0               | -          |

### Résultats aux 24 heures du Mans
| Saison | Écurie               | Châssis         | no | Catégorie | Pilotes                                               | Résultats |
| 1923   | Pas de nom d'équipe  | Type 13 Brescia | 28 | 1.5       | Louis Pichard ; René Marie                            | Abandon   |
| 1923   | Pas de nom d'équipe  | Type 13 Brescia | 29 | 1.5       | Max de Pourtealés ; Sosthène de la Rochefoucauld      | 10e       |
| 1930   | Marguerite Mareuse   | Type 40         | 25 | 1.5       | Marguerite Mareuse ; Odette Siko                      | 7e        |
| 1931   | Équipe Bugatti       | Type 50S        | 4  | 5.0       | Achille Varzi ; Louis Chiron                          | Abandon   |
| 1931   | Équipe Bugatti       | Type 50S        | 5  | 5.0       | Guy Bouriat ; Albert Divo                             | Abandon   |
| 1931   | Équipe Bugatti       | Type 50S        | 6  | 5.0       | Maurice Rost ; Caberto Conelli                        | Abandon   |
| 1932   | Guy Bouriat          | Type 55         | 15 | 3.0       | Guy Bouriat ; Louis Chiron                            | Abandon   |
| 1932   | Stanisław Czaykowski | Type 55         | 16 | 3.0       | Stanisław Czaykowski ; Ernest Friderich               | Abandon   |
| 1932   | Jean Sébilleau       | Type 40         | 23 | 1.5       | Jean Sébilleau (de) ; Georges Delaroche               | 6e        |
| 1932   | Charles Druck        | Type 40         | 24 | 1.5       | Charles Druck ; Lucien Virlouvet                      | Abandon   |
| 1933   | Guy Bouriat          | Type 50S        | 3  | 5.0       | Marie Desprez ; Pierre Brussienne                     | Abandon   |
| 1933   | Stanisław Czaykowski | Type 51A        | 23 | 1.5       | Stanisław Czaykowski ; Jean Gaupillat                 | Abandon   |
| 1937   | Roger Labric         | Type 57G        | 2  | 5.0       | Jean-Pierre Wimille ; Robert Benoist                  | Vainqueur |
| 1939   | Jean-Pierre Wimille  | Type 57C        | 1  | 5.0       | Jean-Pierre Wimille ; Pierre Veyron                   | Vainqueur |
| 1994   | Michel Hommell       | EB110           | 34 | GT1       | Alain Cudini ; Eric Hélary ; Jean-Christophe Boullion | Abandon   |

## Collections

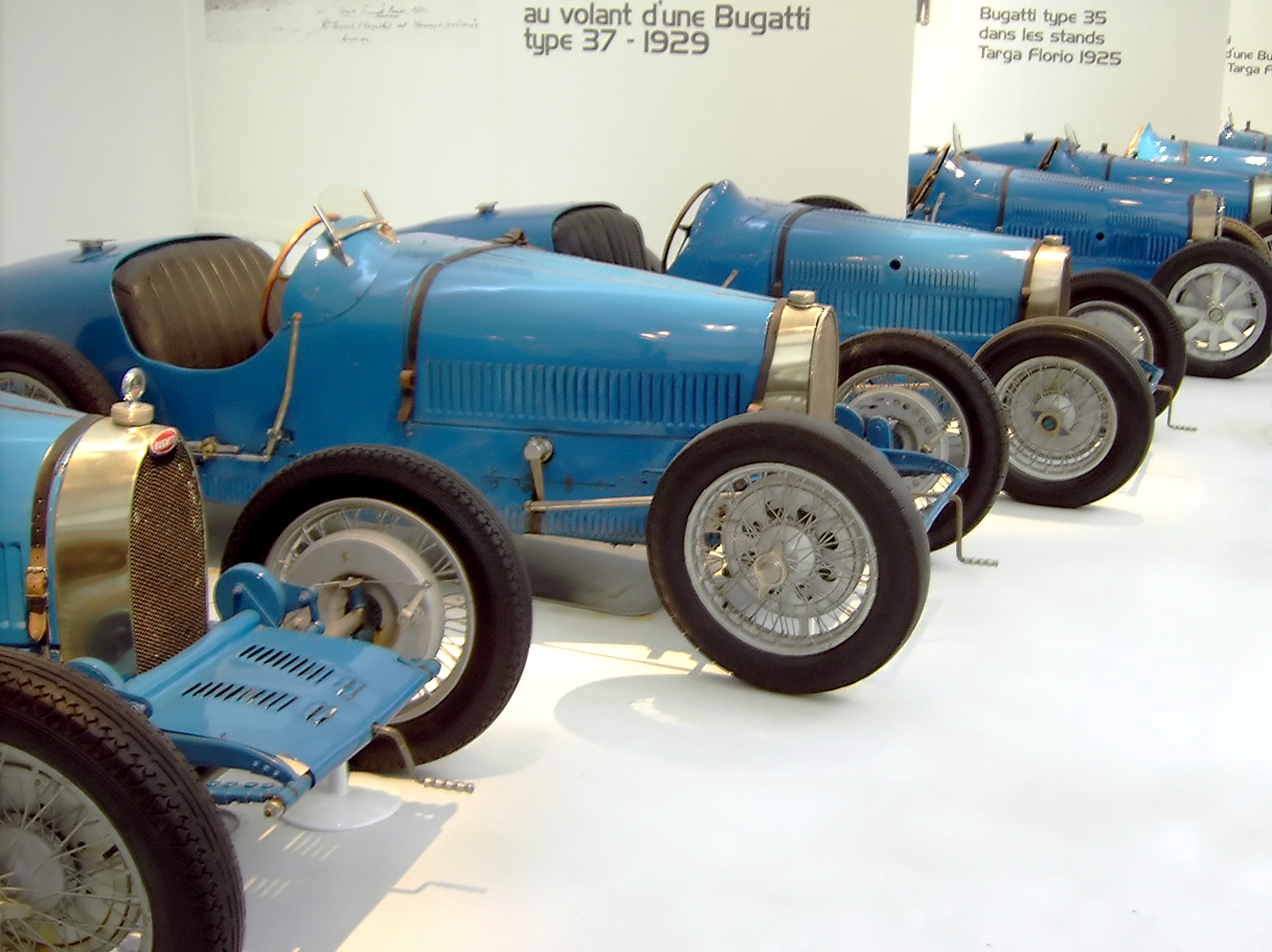
Des Bugatti Grand Prix exposées à la Cité de l’automobile à Mulhouse.

La plus célèbre collection Schlumpf, et une des plus importantes collections de voitures au monde, est rassemblée à Mulhouse par les frères Hans et Fritz Schlumpf, deux richissimes industriels suisses à la tête d’un empire textile en Alsace. Réunie entre 1958 et 1963, cette collection constituée de 560 véhicules dont 123 Bugatti est aujourd’hui classée monument historique et exposée à la Cité de l’automobile de Mulhouse.
La collection d'automobiles du célèbre styliste américain Ralph Lauren compte également quelques prestigieuses Bugatti des années 1930. Parmi celles-ci se trouvent entre autres une Bugatti Type 59 Grand Prix de 1933.

Les membres du Bugatti Owners' Club (le BOC, fondé en 1929) sont les propriétaires depuis 1937 de la piste du Prescott Speed Hill Climb, une course de côte du championnat britannique de la spécialité.

## Prix
Bugatti reçoit rétrospectivement trois prix de design en décembre 2019 pour ses stands d'exposition à Genève : Automotive Brand Contest et Iconic Awards,. Lors du German Design Award, Bugatti devient « Gagnant » dans la catégorie « Excellente architecture - Foire et exposition. » Lors du Top Gear Award, la Bugatti Super Sport 300+ séduit le jury en 2019 dans la catégorie « Leçon de physique de l'année ». Lors du Auto Bild Sportscars Award de la même année, l'hyper sportive de Molsheim s'impose comme la meilleure voiture de sport de l'année dans la catégorie « Super voiture de sport importée ».
Bugatti a changé son corporate design à partir de février 2020. Le premier showroom avec le nouveau look a été ouvert à Paris Le partenaire était le Groupe Schumacher, fondé en 1947 et spécialisé dans les supercars et hypercars Le même mois, Bugatti a indiqué que 250 véhicules de la Chiron avaient maintenant été construits, soit exactement la moitié du nombre prévu.